# Тоталитарная секта
Тоталита́рная се́кта — особый тип религиозной или псевдорелигиозной организации, существующей в различных формах (культурологической, коммерческой, научно-познавательной, общественной, оздоровительной, образовательной и психотерапевтической), деятельность которой представляет, по чьему-либо мнению, опасность для общества и государства, а также для жизни и здоровья граждан. Для тоталитарных сект характерны следующие субъективные, не устойчивые и оценочные признаки: авторитарные методы управления, ограничения прав человека для членов организации, в том числе в личной жизни и финансовой сфере.
Деструктивные религиозные организации (объединения), тоталитарные секты — это социально-институциональные новообразования современной религии, деятельность которых содержит элементы психического и (или) физического насилия, действующие в оппозиции к традиционной религиозности и в разной степени разрушительно по отношению к естественному, гармоничному состоянию личности, а также к созидательным общественным традициям и нормам, сложившимся социальным структурам, культуре и т. п.
В научной литературе эти организации могут характеризоваться как «деструктивный культ», «деструктивная секта», «тоталитарная секта», «новое религиозное движение», «квазирелигия», «культовое движение», «психокульт», «религия кризиса», «светский культ», «тоталитарный (нео)культ», «неокульт», «религиозные организации деструктивного характера», «общественно опасные религиозные объединения» и т. д. В том числе отмечается, что данное понятие «в целом соответствует культу в узком смысле этого слова, хотя под этим словом могут подразумеваться не только тоталитарные секты, но и многие новые нетрадиционные секты», а также, что «тоталитарные секты могут легко трансформироваться в деструктивные секты».
Тоталитарные тенденции в вероучениях и практиках сект делают большинство из них опасными для общества, поэтому многие секты подвергаются репрессиям со стороны государства и господствующей в данной стране церкви.
Понятие (термин) «тоталитарная секта» используется в российской криминологии, социологии, психологии, встречается в российских энциклопедиях, в нормативных правовых актах Российской Федерации и её субъектов (см. ниже).

## Понятие «тоталитарная секта» и история его возникновения
В Европе, где свобода вероисповедания имеет долгую историю и конституционно защищена в большинстве стран, критика религиозных меньшинств зачастую заключалась в том, что они объявлялись не религиями[уточнить], а «культами» и «сектами». Оба термина использовались почти взаимозаменяемо, причём «секта» (фр. secte, нем. Sekte, итал. setta) имеет более негативную окраску в некоторых европейских языках. В английском языке слово «секта» сравнительно нейтрально, поэтому с целью обозначения противопоставления традиционным религиям с XIX века использовалось выражение «реакционная секта» (англ. reactionary sect). Реакционной сектой Карл Маркс и Фридрих Энгельс в Манифесте коммунистической партии называли своих оппонентов. Это же словосочетание применялось в советской антирелигиозной пропаганде, а также в работах исследователей НРД и приговорах суда.
Председатель Совета Федерации С. М. Миронов в июне 2006 года отмечал, что понятию «тоталитарные секты» предшествовало понятие «реакционные секты».
Также словосочетание «реакционная секта» употребляется в выступлениях Объединённой комиссии по национальной политике и взаимоотношениям государства и религиозных объединений при Совете Федерации Федерального Собрания Российской Федерации.
В начале 1990-х годов в России появилось большое количество новых для страны религиозных организаций и групп. За рубежом с таким явлением в 1960-е годы столкнулись США, а затем страны Западной Европы. В России религиозные новообразования появлялись и распространялись в основном в результате усилий иностранных миссионеров, а некоторые неорелигиозные объединения зародились и на российской почве. При этом среди новых религиозных организаций появилось достаточно много опасных как для государства, его национальной безопасности, так и для общества, для каждого отдельного человека. Многие из новых религиозных организаций — в силу особенностей их вероучения, внутренней организации и деятельности, отношения к национальной культуре, социальным институтам, традиционным религиям — оцениваются как организации, оказывающие деструктивное воздействие на сознание и психику людей.
Словосочетания «тоталитарная секта» (англ. totalitarian sect) и близкое «тоталитарный культ» (англ. totalitarian cult) активно использовались в английском языке с 1930-х годов для описания фашизма и коммунизма. Впервые термин «тотализм» (в отличие от «тоталитаризма» как государственного режима) по отношению к негосударственным идеологическим движениям и организациям, желающим тотального контроля над человеческим поведением и мышлением, был употреблён в книге «Реформа мышления и психология тотализма» (1961) Thought Reform and the Psychology of Totalism американским психиатром Робертом Лифтоном, исследователем психологических последствий войн и политического насилия. Позже теории Лифтона и Эдгара Шейна о «тотализме» и «реформировании мышления» («промывании мозгов», «принудительном убеждении») были адаптированы в работах таких психологов, как М. Сингер и С. Хассен для использования по отношению к некоторым религиозным и другим группам. По мнению психолога Дика Энтони, теории о насильственном вмешательстве религиозных групп в психику своих членов впоследствии были признаны большинством учёных псевдонаучными. Суды США, после ряда процессов в 1980-х годах, более не принимают их во внимание.
В 1970—1980-х годах понятие стало использоваться английскими и французскими авторами для описания религиозных движений; введено в обиход в русском языке в православном сектоведении в начале 1990-х годов историком церкви и богословом А. Л. Дворкиным. С тех пор широко применяется в этой дисциплине и в антисектантской научных публикациях для классификации религиозных (прежде всего новых, нетрадиционных), а также иных (коммерческих и др.) групп, организаций и движений самого разного толка. В английском языке в религиозном контексте понятие «totalitarian sect» используется в основном как перевод российского понятия при описании религиозной ситуации в России, но также встречается и в том же значении, что и в русском языке.
В российском законодательстве не существует какого-либо определения понятий «секта» и «тоталитарная секта», однако в законодательных актах и судебной практике зафиксировано, что деятельность религиозного объединения может быть запрещена в судебном порядке из-за нанесения ущерба обществу и личности, а государство вправе предусмотреть преграды для недопущения легализации сект, нарушающих права человека и осуществляющих незаконную и преступную деятельность. Отмечается, что государственные служащие, в компетенцию которых входит решение вопросов о допустимости функционирования конкретных религиозных объединений, термины «тоталитарная секта», «деструктивная религиозная организация» и др. на практике применяют.
В утверждённой в 1997 г. Указом Президента РФ № 1300 «Концепции национальной безопасности Российской Федерации» отмечалась «необходимость учитывать разрушительную роль различного рода религиозных сект, наносящих значительный ущерб духовной жизни российского общества, представляющих собой прямую опасность для жизни и здоровья граждан России». В редакции 2000 г. эта формулировка из Концепции была удалена.
В Постановлении Правительства РФ 1996 г. № 600 о «Федеральной целевой программе по усилению борьбы с преступностью» предписывалось обобщить материалы о социальных и медицинских последствиях деятельности в России религиозных организаций. На основании этого Постановления Правительства Минздравмедпром РФ в 1996 г. издал приказ № 294 «Об упорядочении проведения медицинской экспертизы факторов риска для здоровья в связи с деятельностью некоторых религиозных организаций».
В октябре 2012 года Президент Российской Федерации поручил аппарату государственного управления усовершенствовать законодательную базу по контролю за деятельностью тоталитарных сект. Общественной палатой Российской Федерации выдвинута инициатива создать реестр лидеров тоталитарных сект, действующих на территории России. Член Общественной палаты Алексей Гришин считает реестр, основанный на личных данных лидеров, эффективнее реестра наименований групп, так как, по его мнению «фамилии, в отличие от „вывесок“, зачастую всплывают одни и те же». Кроме того, Гришин отмечает необходимость разработки методики, позволяющей проводить идентификацию и раннее выявление тоталитарных сект. К созданию методики Гришин считает целесообразным привлечь учёных и профильных экспертов.

### Классификации
Типология организаций с признаками деструктивных культов по основанию вида деятельности:
- религиозные группы;
- коммерческие группы;
- политические (экстремистские) группы;
- псевдонаучные группы;
- психотерапевтические группы;
- целительские группы;
- образовательные (педагогические) группы;
- оккультно-эзотерические группы.

Типология новых религиозных организаций с точки зрения их социальной опасности и деструктивности:
- культы (секты), не содержащие явных деструктивных положений в своём учении, отделившиеся от мировых религиозных систем, замыкающиеся в себе и избегающие конструктивной внешней деятельности, проявляющие деструктивность в случае критических внешних или внутренних обстоятельств;
- культы (секты), которые имеют деструктивные (антиобщественные) положения в своём учении, но они открыто не проповедуются и не используются при осуществлении культовой практики данных организаций, являясь частью тайного знания, доступного только для духовных лидеров и организаторов сектантских общин (однако при изменении обстоятельств, например смене лидера, появлении новых толкований или экстремистских течений, изменении социально-политической обстановки эти организации способны осуществлять деструктивные действия);
- культы (секты), включающие деструктивные положения в свои учения, культовую практику и стремящиеся их активно применять.

В качестве примеров организации второй группы называется Церковь объединения; третью группу представляют организация Григория Грабового, Церковь сайентологии, Радастея Е. Марченко, «Фиолетовое пламя», Богородичный центр, Брахма Кумарис Всемирный Духовный Университет (БКВДУ) и другие.
Криминолог Ю. Ю. Думби предлагает классифицировать общественно опасные религиозные объединения (ООРО) по характеру и степени их общественной опасности на три группы:
- противоправные, запрещённые законодательством РФ, прямо ориентирующие своих последователей на совершение преступлений;
- потенциально противоправные, не запрещённые законодательством РФ, но, при реализации многих положений своей религиозной доктрины (обрядов), требующие от последователей совершения преступлений и иных правонарушений;
- условно противоправные, не запрещённые законодательством РФ, но наносящие психический и физический вред здоровью последователей данных объединений.

### «Деструктивный культ» (по И. Я. Кантерову)
В 2001 году религиовед И. Я. Кантеров в журнале «Религия и право» писал, что в начале 1990-х годов в России получила распространение методология классификации новых религиозных образований, главным образом заимствованная из трудов западных социологов, психологов и протестантских богословов. Их труды были опубликованы на русском языке и начался процесс перенимания используемого ими для описания неорелигиозных групп терминологического аппарата. В широкий оборот были запущены в основном негативные термины, одним из которых был термин «культ», использовавшийся для обозначения религиозных объединений, отклонившихся от догматики исторического христианства. В образовавшейся позднее конструкции — «деструктивный культ» — акцент переносился на вред личности, семье и обществу в целом. Поскольку не были определены чёткие и устойчивые признаки терминов «культ» и его усиленной версии — «деструктивный культ», — то в круг культов с прилагательным «деструктивный» было отнесено множество самых различных религиозных образований.

### Появление понятия «тоталитарная секта»
Понятия «фр. secte totalitaire», а также «англ. totalitarian cult» в применении к религиозным организациям стали использоваться в французской и английской литературе с 1970-х годов.
И. Я. Кантеров в журнале «Религия и право» считает, что понятие «тоталитарная секта» образовалось в России в 1990-е годы. По его мнению, «[в] начале 90-х годов россияне стали свидетелями грандиозного „методологического прорыва“ в классификации религий. На свет появился новый термин, никогда ранее не применявшийся к обозначению религиозных объединений. Речь идёт о прилагательном „тоталитарный“».
Кантеров в журнале «Религия и право» называет автором создания понятия «тоталитарная секта» в русском языке идеолога российского антисектантского движения А. Л. Дворкина. Сам Дворкин в книге «Сектоведение. Тоталитарные секты» тоже пишет, что, использовав в 1993 году впервые понятие «тоталитарная секта», он «не думал, что вводит новое понятие, — настолько само собой разумеющимся он казался». В одном из своих интервью Дворкин говорит то же самое: «Автором этого термина являюсь я, потому что я его первый употребил для отличия одних сект от других». В феврале 2012 года на встрече в интеллектуальном клубе «Катехон» в Институте философии РАН А. Л. Дворкин сказал, что «когда я проводил свою самую первую конференцию на журфаке МГУ, в её названии я впервые употребил термин „тоталитарная секта“, хотя даже и не думал, что первым употребляю этот термин, мне он казался совершенно очевидным.»
Однако понятия «тоталитарная секта» и «тоталитарный культ» в применении к маргинальным религиозным организациям получили распространение на Западе задолго до 1990-х годов.
Согласно определению А. Л. Дворкина в его книге Сектоведение. Тоталитарные секты, тоталитарные секты — это «…особые авторитарные организации, лидеры которых, стремясь к власти над своими последователями и к их эксплуатации, скрывают свои намерения под религиозными, политико-религиозными, психотерапевтическими, оздоровительными, образовательными, научно-познавательными, культурологическими и иными масками. Тоталитарные секты прибегают к обману, умолчаниям и навязчивой пропаганде для привлечения новых членов, используют цензуру информации, поступающей к их членам, прибегают и к другим неэтичным способам контроля над личностью, к психологическому давлению, запугиванию и прочим формам удержания членов в организации. Таким образом, тоталитарные секты нарушают право человека на свободный информированный выбор мировоззрения и образа жизни». По мнению Дворкина, «никак нельзя сказать, что, скажем, лютеране или баптисты — члены тоталитарных сект или деструктивных культов». В феврале 2012 года на встрече в интеллектуальном клубе «Катехон» в Институте философии РАН А. Л. Дворкин заметил, что «в английском употребляется более-менее синонимичное понятие — destructive cult (деструктивный культ)». Касаясь определения понятия тоталитарная секта, он сказал, что «естественно, я могу дать только определение идеальной классической или идеальной тоталитарной секты — в жизни они в таком „беспримесном“ виде редко встречаются, между ними есть такая серая зона посередине. Что свойственно тоталитарным сектам или деструктивным культам? Это, во-первых, характерные для них цели. Прежде всего власть, совершенно безграничная власть, а также деньги для руководства и ближайшего окружения. А во-вторых, это характерные для них методы, которыми эти цели достигаются: обман при вербовке, манипулирование сознанием, эксплуатация своих членов, регламентация всех аспектов их жизни, абсолютизация и/или обожествление лидера и/или организации.» По-поводу уголовной составляющей в тоталитарной секте А. Л. Дворкиным было отмечено, что «Там могут быть уголовные преступления, но может их и не быть. Но главное: если воля лидера абсолютна — это преступление в любой момент может произойти. Как известно, власть развращает, а абсолютная власть развращает абсолютно. Для них самое главное — это власть, которую лидер имеет над членами секты. Понятно, что власть даёт и деньги, а деньги умножают власть, но все же власть, властолюбие — в первую очередь.» По-поводу религиозной составляющей в тоталитарной секте А. Л. Дворкин заметил, что «тоталитарные секты совсем не обязательно являются религиозными: они могут прикрываться религией, а могут быть вовсе не религиозными. Пример нерелигиозной тоталитарной секты — та же самая сайентология».
30 сентября 2006 года на телеканале «Россия» в программе «Национальный интерес» А. Л. Дворкин на вопрос, что такое тоталитарная или деструктивная секта, ответил:
если мы возьмём французское определение, то это — особого рода авторитарные организации, которые направлены на власть и деньги для руководства и ближайшего окружения, которые прикрываются различными масками, совсем не обязательно религиозными, может быть и политическими, может быть и психологическими, может быть и какими угодно другими, и для которых характерно: обман при вербовке, контролирование сознания членов, эксплуатация членов, регламентация всех аспектов их жизни и так далее, и тому подобное.
Наряду с Андреем Кураевым Дворкин утверждал, что это определение есть во французском законодательстве, и предлагал ввести аналогичное понятие в законодательство России. В других своих интервью Дворкин прямо говорит, что характеристика понятию «тоталитарная секта» дана в законе Франции, принятом в мае 2001 года, и во избежание недомолвок в приложении к закону приведён список из 178 наименований опасных сект. В единственном принятом парламентом Франции 30 мая 2001 года Законе «О предупреждении и пресечении сектантских течений, ущемляющих права и основные свободы человека», регламентирующем деятельность «сектантских течений», не даётся прямого определения понятию «секта». В тексте закона употребляется термин «юридическое лицо», и закон не содержит приложений со списком сект. Список же из примерно 180 сект приведён ранее — в докладе французского парламента № 2468 от 22 декабря 1995 года. Этот же доклад объясняет как саму невозможность точного определения слова «секта» во французском законодательстве, так и способы применения законов в отсутствие такого определения.
В 2006 году на Онлайн-конференции в РИА Новости А. Л. Дворкин утверждал, что понятие «тоталитарная секта» было введено им для того, чтобы отличать «классические секты» от сект «деструктивных»:
В связи с путаницей в употреблении термина «секты» я предлагаю разделять секты «классические» от сект «тоталитарных». Классические секты — это сравнительно небольшие культурно ограниченные религиозные организации, главный смысл существования которых — это противостояние основной религиозной традиции страны. Но вместе с тем, ни в коей мере нельзя сказать, что они социально опасны, эксплуатируют своих последователей, контролируют их сознание, наживаются на них, и т. д. Все эти признаки характерны как раз для тоталитарных сект. К классическим сектам относятся, например, баптисты. Нужно отметить, что, употребляя этот термин, я никак не хочу их обидеть. Это классический термин социологии религии. Можно сказать, что баптисты — это уважаемая христианская секта. Есть и секты, принадлежность которых к той или иной группе определить достаточно сложно, поскольку они по ряду признаков уже не классические, но ещё и не тоталитарные. К таким сектам я отнёс бы адвентистов седьмого дня и старопятидесятников. Ну а далее следуют уже собственно тоталитарные секты, которыми я и занимаюсь.
В своей статье (1978) «Les sectes totalitaires» («Тоталитарные секты») французский философ и психолог Тьери Баффуа (фр. Thierry Baffoy) привёл критерии «тоталитарных сект» и описал структуру «сект» как модель «тоталитаризма». Однако российский религиовед С. И. Иваненко в своей книге «Вайшнавская традиция в России» утверждает, что понятие «тоталитарная секта» «на самом деле впервые в российской печати было использовано в статье журналиста А. В. Щипкова, посвящённой в основном критике религиозного движения „Великое Белое Братство“ („Независимая газета“, 21 октября 1993 года)».

## Признаки и критерии тоталитарной секты (деструктивной новой религиозной организации)
Российские исследователи отмечают важность разработки признаков деструктивности отдельных новых религиозных движений как факторов угрозы безопасности государства и установления эффективных форм контроля за их деятельностью. Вопрос о том, по каким критериям можно распознать признаки деструктивности в доктринах, обрядовой и ритуальной практике имеет принципиальное значение для соответствующих государственных органов, занимающихся обеспечением духовной безопасности и выработкой приемлемой модели государственно-церковных отношений.
По мнению В. И. Ибрагимова, объективным критерием деструктивности служит нарушение адептами нового религиозного движения в силу доктринальных установок норм общественной жизни и совершение конкретных преступлений, предусмотренных уголовным кодексом. Криминогенность тоталитарных сект связана с такими факторами, как закрытость группы от внешнего мира, полная подчинённость её деятельности реализации воли лидера (основателя, руководителя), которая находит отражение в религиозной доктрине.
Среди исследователей отмечаются разногласия относительно того, в какой степени критерием деструктивности являются практика (деятельность) и доктринальные установки (вероучительные основания). Одна точка зрения состоит в том, что наряду с формами и методами деятельности именно вероучительные основания являются причиной деструктивности сект.
Согласно другой точке зрения, деструктивность нового религиозного движения несут в себе не столько доктринальные установки, декларируемые в уставах религиозных объединений, сколько конкретная асоциальная практика, наносящая вред духовному здоровью личности и общества, разрушающая традиционный уклад духовно-культурных ценностей личности, семьи, общества, и включающая особые способы привлечения и удержания новых членов. Наконец, третья точка зрения состоит в том, что деструктивность группы определяется не спецификой её жизнедеятельности или неортодоксальностью верований, а главным результатом её практики — разрушением личности.
Исследователи подчёркивают, что опасность тоталитарной секты долгое время может существовать в латентной форме: между основанием секты и активными действиями, направленными против общества, нередко проходят годы.
Большая энциклопедия «Терра» выделяет следующие признаки:
- наличие выдающегося харизматичного лидера («гуру», «учитель») (рассматривается в качестве «просветлённого», «святого» или посредника между Богом и людьми);
- недолговечность существования (в среднем полтора поколения, пока жив лидер и лично общавшиеся с ним приближённые);
- отсутствие разномыслия и критического мышления;
- внутренняя непрозрачность структуры и идеологии;
- обман рядовых членов путём умолчания, сокрытия и цензурирования информации;
- навязчивая пропаганда для привлечения новых членов;
- контроль над личностью (промывание мозгов) (изоляция адептов от внешнего мира, запрет на свидания с семьёй, чтение книг, газет, просмотр телевизора, прослушивание радио);
- психологическое давление;
- провозглашение внешнего мира злом;
- использование рядовых членов для совершения преступлений (массовые самоубийства, террористические акты);

И. Я. Кантеров отмечает, что к признакам религиозного объединения тоталитарного характера относят:
- сокрытие своих истинных целей;
- использование обманных способов вовлечения в организацию (вербовка);
- жёсткие авторитарные структуры;
- слепое подчинение лидеру или организации;
- контролирование сознания и регламентация всех сторон жизни индивида (зомбирование).

Академик РАМН П. И. Сидоров указывает на следующие характеристики деятельности тоталитарных сект:
- сильная антигосударственная направленность — запреты на участие человека в жизни государства и общества;
- жёсткая иерархичность организации с безоговорочным подчинением лидеру;
- внешнее финансирование из-за рубежа, часто через различные фонды; создание финансовой зависимости от организации;
- создание имиджа бескорыстия и благонравия — декларирование принципов свободы, равенства и братства;
- использование специального антуража и групповых психотехник через использование религиозных обрядов;
- интенсивные методы агитации и рекламы с претензией на интернациональность;
- привлечение максимального количества потенциальных членов, особенно среди молодёжи;
- однородные психические изменения у участников — деформация структуры личности под интенсивным психологическим воздействием.

Основные критерии деструктивности новых религиозных организаций по Н. В. Петровой:
- негативное отношение к основам существующего конституционного строя и символам государственности, к традиционной этнокультуре, морали общества и менталитету народа, к ценностям традиционных религий и к внекультовому социуму;
- противоправная деятельность, выражающаяся в создании организаций экстремистского толка, пытающихся сменить генетический код нации, применить психологические методики контроля сознания, мышления, поведения;
- нарушение права на свободу и независимость человеческой личности, разрушительная деятельность по отношению к личности посредством жесткой регламентации жизни адептов, ритуальные и массовые самоубийства адептов;
- применение современных методик психологического воздействия, гипноза, контроля сознания, поведения, мышления и эмоций, употребление адептами психотропных веществ, негативно воздействующих на их образ жизни, общее психическое, физическое и эмоциональное состояние.

Критерии деструктивности секты по А. В. Кузьмину:
- вовлечение в секту, сопряжённое с использованием методов манипуляции;
- членство в секте, приводящее к появлению отчуждения индивида от окружающего мира и его прежних социальных связей;
- осуществляемая внутри секты деятельность, связанная с применением насилия по отношению к последователям секты со стороны её лидеров;
- психический и физический прессинг, приводящий к нарушению стабильности на уровне индивида, семьи и общества.

Характеристики вероучения деструктивной секты по А. В. Кузьмину:
- вероучительное оправдание применения контроля и манипуляции в отношении неофитов и адептов секты;
- религиозно трактуемое учение об авторитете лидера секты и его неограниченных властных полномочиях, распространяющихся в рамках жесткой иерархической системы с горизонтальной системой власти;
- наличие жесткой системы требований и предписаний, необходимых для достижения ожидаемого от членства в секте результата — духовного спасения, очищения, исцеления, обогащения и других целей;
- непостоянство критериев истины, возможность изменения основополагающих положений и догм вероучения в зависимости от внешних обстоятельств;
- синкретизм вероучения, основанный на религиозном откровении лидера секты;
- наличие тайных уровней посвящения в зависимости от статуса адепта в иерархической системе секты;
- вероучительное оправдание активной деятельности на благо организации;
- вероучительное обоснование исключительности последователей секты и процесс формирования чувства элитарности среди её последователей;
- вероучительное обоснование необходимости применения насилия по отношению к бывшим последователям и критикам секты;
- наличие в вероучении интенсивных апокалиптических ожиданий;
- вероучительное обоснование претензий группы на мировое политическое господство.

В качестве одной из типичных черт деструктивной секты отмечается её антиисторичность. Деструктивность исключают саму возможность исторической саморефлексии вследствие отсутствия критичности мышления по отношению к истинности проповедуемого учения и используемым практикам. Как правило, в вероучительных и других источниках невозможно обнаружить анализа со стороны лидеров и последователей деструктивных сект истории своего существования, а если это и делается, то только для увеличения доверия к учению секты, что всегда сопряжено с намеренным искажением. Деструктивные секты не способны воспринять свой прошлый опыт с известной долей критики и сделать конструктивные выводы относительно методов своей деятельности.
П. Н. Беспаленко и В. Н. Римский выделяют следующие признаки тоталитарной секты (деструктивного культа), как псевдорелигиозной организации:
- обманная вербовка;
- контроль и манипулирование сознанием членов с целью сохранить их зависимыми и покорными лидеру и доктрине;
  - специальные методики кодирования, внушения, гипноза;
  - специальная так называемая «агрессивная» диета;
- создание материальной зависимости от лидера и его помощников («апостолов»);
- насилие над личностью человека;
- смена названия;
- конфессиональная анонимность;
- работа под прикрытием подставных организаций.

Эксперты Министерства внутренних дел России выделяют следующие признаки:
- культивирование слепого подчинения авторитету;
- жёсткая организация;
- контроль всех сторон жизни адептов.

А. Л. Дворкин, так же, как и А. И. Осипов, относит к тоталитарным сектам все нетрадиционные для России религиозные группы, которые нарушают права и свободы личности и наносят урон общественным интересам.
Среди многих признаков, характерных для тоталитарных сект, А. Л. Дворкин выделяет два наиболее характерных: непрозрачность и обман. Как и для сект в целом, для тоталитарных сект характерно наличие выдающегося харизматического лидера, хотя для вторых такой лидер имеет особую значимость, и оказывает, как правило, гораздо большее влияние на других членов общины. Такой человек («учитель», «гуру») рассматривается как просветлённый, святой или посредник между людьми и Богом, а его почитание нередко доходит до поклонения ему как пророку или живому божеству. Согласно Дворкину, тоталитарные секты прибегают к обману, умолчаниям и навязчивой пропаганде для привлечения новых членов, используют цензуру информации, поступающей к их членам, прибегают и к другим неэтичным способам контроля над личностью, к психологическому давлению, запугиванию и прочим формам удержания членов в организации. Часто тоталитарные секты скрывают свои намерения под религиозными, политико-религиозными, психотерапевтическими, оздоровительными, образовательными, научно-познавательными, культурологическими и иными масками. Дворкин также отмечает, что доказать использование перечисленных приёмов в каждом отдельном случае довольно сложно из-за закрытого характера многих сект (не только тоталитарных), поэтому отнесение конкретных организаций к числу тоталитарных сект является предметом острой полемики, в том числе в органах законодательной и судебной власти.
В своей брошюре «Десять вопросов навязчивому незнакомцу…», вышедшей в 1990-е годы, главным инструментом для определения тоталитарной секты Дворкин назвал 10 вопросов «сектанту»:

1. Как долго вы состоите членом группы?

2. Вы хотите завербовать меня в какую-то организацию?

3. Можете ли вы перечислить названия всех других организаций, связанных с вашей группой?

4. Назовите основателя и, если он уже скончался, верховного руководителя вашей группы.

5. Расскажите о прошлом главы организации, об образовании, которое он получил.

6. Во что ваша группа верит? Верит ли она, что цель оправдывает средства?

7. Если я вступлю в вашу организацию, как я должен буду изменить свою жизнь? Должен ли я буду бросить учёбу или работу, пожертвовать вам свои сбережения и свою собственность и разорвать отношения со всеми близкими и друзьями, если они будут высказываться против этого моего решения?

8. Считается ли деятельность вашей организации небесспорной? Если кто-то выступает против вашей организации, какие аргументы они приводят?

9. Что вы думаете о бывших членах вашей организации? Приходилось ли вам когда-нибудь серьёзно говорить с бывшими членом и выслушать от него причины, по которыми он ушёл из организации? Если нет, то почему?

10. Назовите три вещи, которые вам не нравятся в вашей организации и в её верховном руководителе.
О последнем вопросе он пишет: 

Внимательно наблюдайте за сектантом, когда вы задаёте ему предлагаемый вопрос. Он как бы запнётся и несколько мгновений будет выглядеть ошарашенным. Когда он всё-таки соберётся с мыслями для ответа, вряд ли он сможет сказать вам что-либо конкретное. Это и «естественно», потому что сектантам запрещено не только высказывать, но и в мыслях допускать критические замечания о своей организации и её руководителе. Если вы задали все эти вопросы, не заметили никакой фальши в ответах вашего собеседника и всё ещё хотите получить дополнительную информацию о его организации, предпримите ещё некоторые меры предосторожности, прежде чем принимать окончательное решение.
Нравственно-психологические качества всех без исключения членов тоталитарных сект показывают убеждённость в своей исключительности, превосходстве надо всеми, кто не является членом их организации. Им присуща полная нетерпимость к традиционным религиям, национально-духовным ценностям, преобладание групповых идей над индивидуальными, оправдание или одобрение аморального и противоправного поведения.

## Факторы вовлечения в тоталитарные секты и группы риска
Специалисты отмечают, что потенциальной жертвой деструктивных культов является каждый человек, пребывающий в состоянии разочарования, наивности, безнадёжности, хотя бы кратковременной дезадаптированности и фрустрации и даже в состоянии авитаминоза. Большинство будущих адептов страдают от сильного чувства одиночества, также для них характерны серьёзные неудачи в семейной жизни. В секты приходят люди с не разрешёнными во «внешнем» обществе проблемами, комплексами, нереализованными мотивами (самоутверждения, стремления к человеческим отношениям, личностного роста). Согласно исследованиям, на момент вовлечения в культ отсутствие семьи отмечалось у 78,4 % обследованных. Другие микросоциальные факторы по возрастанию значимости распределяются следующим образом: переезд в другой регион; учёба в чужом городе; болезнь близких; патологический тип семьи; ситуация развода; соматическая патология самих пациентов; социальный кризис.
Влияние деструктивных организаций на человека основывается не только на манипулятивных стратегиях, но и на несформированности качеств личности, обусловливающих её психологическую устойчивость. Наиболее часто жертвами манипулятивного «контроля сознания» или «реформирования мышления» становятся молодые люди, решающие проблемы духовного самоопределения, опасность для молодых усугубляется в связи с возрастной неопытностью, недостаточной ответственностью, тяготением к простым ответам на сложные вопросы. Также к группе риска относят людей поздней зрелости (после 60 лет).
Личностными качествами, обеспечивающих психологическую устойчивость к деструктивным влияниям, являются самостоятельность, критичность мышления, стабильность ценностно-смысловых ориентаций, высокий уровень ответственности за собственные поступки.
Группой риска являются также люди с различными формами психических расстройств и заболеваний, имеющие зависимые, ригидные, импульсивные и шизоидные черты личности. Например, культы, практикующие медитации, состояния транса и мистического экстаза особенно привлекательны для истериков; депрессантов притягивают группы, акцентирующие внимание на переживании сострадания и жертвенности, идея ненависти к врагам вероучения притягивает параноиков, проповедь собственной духовной элитарности и исключительности влечёт людей с нарциссическими комплексами и т. д.
Широкая популяризация со стороны СМИ деятельности представителей оккультизма и парапсихологии и соответствующих представлений (астрология, колдовство, порча, сглаз, экстрасенсорное восприятие, биоэнергетика) способствует формированию магического мышления, создаёт благоприятную почву для деятельности деструктивных религиозных сект и приводит к росту психических расстройств с религиозно-мистическими переживаниями.

## Методы и модели деструктивного воздействия
Основным механизмом вовлечения и удержания в культовой группе является деструктивный «контроль сознания», который направлен на изменение системы ценностных ориентаций адептов.
Коллективное внушение как социально-психологический феномен уже достаточно давно изучается с самых разных сторон: медицинских, психологических, социальных, культурных, но до сих пор он так и не познан окончательно. Причина в том, что исследование сект очень затруднено, так как во-первых, их создатели жестко пресекают такие попытки, во-вторых, психологические механизмы заражения и внушения делают включённое наблюдение трудно осуществимым. Кроме того, как отмечают исследователи, «современный манипулятор не стоит на месте, он развивается и беспрестанно совершенствуется в выборе средств манипулирования».
Тем не менее, общая схема привлечения и удержания последователей достаточно прозрачна для современной науки. В значительной части как зарубежных, так и российских исследований форм манипулирования в организациях с признаками деструктивных культов наблюдается достаточно высокая степень согласованности признаков и критериев, характеризующих данный феномен. Воздействие, осуществляемое с помощью механизмов манипуляции и контроля сознания, является систематическим, четко организованным, непрерывным и латентным процессом; манипуляция и контроль сознания не позволяют завербованным людям реально оценивать происходящее с ними в секте и исключают возможность свободного выбора, оставаться в группе или покинуть её.
Для привлечения и удержания последователей, насильственного управления их психикой и поведением секты активно используют научные разработки в области психологии и химии: методы психофизиологического воздействия, психотропные средства, психоактивные вещества и токсиканты. Иногда контроль над психологическим состоянием адептов сопровождается жестким вегетарианством (веганством), что позволяет держать плохо подготовленный к этой системе организм в пограничном состоянии. Лидерами тоталитарных сект, по утверждению А. Л. Дворкина, часто становятся люди, знающие механизмы человеческой психики. Большинство людей не обладают достаточными навыками выявления скрытых механизмов контроля и умением с ними справляться; незрелому прозелиту трудно защищать ощущение чего-то неправильного против профессионала, который максимально пользуется несовершенством понимания новообращённым проделанных с ним «трюков».
Согласно классической для американской психологической науки модели деструктивного воздействия тоталитарных групп Р. Дж. Лифтона выделяется 8 элементов, ведущих к отрицательным изменениям сознания адептов:
- Средовый контроль — жесткое структурирование окружения, в котором общение регулируется, а допуск к информации строго контролируется.
- Мистическое манипулирование — использование запланированной или подстроенной «спонтанной», «непосредственной» ситуации для придания ей смысла, выгодного манипуляторам. Например, физиологические и психологические изменения при переходе на вегетарианское питание объясняются «нисхождением святого духа».
- Требование чистоты — резкое деление мира на «чистый» и «нечистый», «хороший» и «плохой». Тоталитарная секта — «хорошая» и «чистая», все остальное — «плохое» и «грязное».
- Культ исповеди — требование непрерывной исповеди и интимных признаний для уничтожения границ личности и поддержания чувства вины. Значимая с точки зрения управления поведением новичка информация становится известной не только его «куратору», но и вышестоящим звеньям управления секты[108].
- «Святая наука» — объявление своей догмы абсолютной, полной и вечной истиной. Любая информация, которая противоречит этой абсолютной истине, считается ложной.
- Передёрнутый (подтасованный) язык (англ. loading language) — создание специального клишированного словаря внутригруппового общения с целью устранения самой основы для самостоятельного и критического мышления. Особый язык культа основывается на легко запоминающихся, малопонятных нормальному человеку терминах, сужающих для адепта картину мира; верующему теперь гораздо легче общаться с сектантами и гораздо труднее — с родными, друзьями и другими людьми[108].
- Доктрина выше личности — доктрина более реальна и истинна, чем личность и её индивидуальный опыт.
- Разделение существования — члены группы имеют право на жизнь и существование, остальные — нет, то есть «цель оправдывает любые средства».

Система психологического воздействия в коллективном «богослужении» включает в себя внешние средства воздействия на анализаторы, направленные на формирование гипнозоподобных изменённых состояний сознания (использование чёткой ритмичной музыки, совместные ритмичные движения, совместное пение зала и хора); частые коллективные «богослужения» (более десяти раз в неделю), в процессе которых используются средства внешнего психологического воздействия. Используется ряд психотехник, таких как совместное монотонное скандирование, многочасовое повторение мантр, гудение, громкое хоровое пение с особыми ритмами, «заражающие церемонии», провоцирующие новичка к экспрессивному выражению эмоций (возгласы, восклицания, плач, смех, ритмические движения, аплодисменты). Общая продолжительность молений для новичка может достигать 60—65 часов в неделю. При исполнении многочасовых и довольно однообразных культовых ритуалов формируется стойкое торможение эмоций и притупление желаний, характерных для обычной жизни.
Процедуры введения верующих в «сумеречное состояние сознания», при котором у человека частично отключается критическое восприятие информации, включают:
- использование медитативной музыки с многократно повторяющейся, монотонно усыпляющей мелодией;
- применение слабых наркотиков или галлюциногенов;
- лишение нормального сна;
- не восполняющий затраты энергии режим питания (строгое веганство; иногда также предписывается воздержание от сахара и соли);
- создание хронической усталости от непосильной работы;
- усиление навязчивого страха по поводу близкого «конца света».

Культовая идеологическая обработка отличается благодаря замыканию — тому, что особая культовая система взглядов мешает интеграции и стремится уничтожить (представить в качестве неубедительной) любую конкурирующую или неблагосклонную сферу мышления. Секта системно ведёт человека к отказу от тех контактов и отношений, которые могут помешать его всепоглощающей работе на интересы лидеров культа.
Кандидат психологических наук, доцент кафедры «Общей и этнической психологии» КазНУ им. аль-Фараби М. Н. Кунанбаева и её соавтор М. Ж. Ыдрышева выделяют следующие способы вовлечения:
- приёмы нейролигвистического программирования;
- методы суггестивной психологии;
- методы телесно-ориентированной терапии;
- групповые тренинговые технологии;
- «бомбардировка любовью» (целенаправленное принятие новичка, выраженное в безусловном одобрении и поддержке всех его действий, через похлопывание, поглаживание, улыбки);
- скрытое психологическое давление через усиление чувства вины и стыда;
- приёмы введения в состояние транса посредством воздействия музыки, песнопений, групповых ритуалов и обрядов инициации;
- применение психотропных веществ (угощения и напитки, вызывающих расслабление и затуманивание сознания, алкоголь, галлюциногены и др.);
- воздействие на коллективное бессознательное через архетипы («отца, старца, мудреца, наставника, учителя и т. д.», «архетип матери, Родины и т. д.», архетипы генеалогического древа, родословной, родовых корней и т. д.);
- разделение мира на «своих» и «чужих», «благоверных» и «отступников», на «людей добра» и «людей зла»;
- поиск врага, против которого следует бороться.

## Степени вовлечения в секту
Исследователи описывают различные степени нарастающего вовлечения индивида в деструктивную секту. А. В. Кузьмин предлагает рассматривать 4 стадии:
1. Знакомство человека с сектой и её вероучением вследствие миссионерской деятельности. Разрывается связь между информацией для внешних, не принадлежащих секте людей, и для тех, кто является последователем секты. Человек переживает разрушение своих представлений о мире.
2. Вхождение индивида в религиозный опыт секты в качестве неофита. Выстраивается новое представление о мире, семье, себе самом, об общепринятых ценностях и нормах морали, что отражается на разрушении социальных связей индивида.
3. Стадия выстраивания представлений неофита о группе. Происходит разрушение психики человека, его материального благополучия вследствие принятия мысли о необходимости полного подчинения секте, что используется лидерами для своего личного обогащения и для поддержки сектантских инициатив.
4. Стадия выстраивания мировоззрения адепта секты. Последняя стадия тоталитарного контроля, приводящая к разрушению прежней личности как таковой. Секта получает человека совершенно нового типа (докультовое, подлинное «Я» практически полностью сменяется культовым «Я», в результате чего появляется «новая культовая личность»[18]), а прежнее социальное окружение для человека перестаёт играть какой-либо смысл в его жизни.

Н. В. Бондарев предлагает рассматривать 3 уровня:
1. Начальный уровень включает интенсивное погружение адепта в жизнь культовой группы с резкой сменой привычного уклада жизни, сравнимой с социальным шоком.
2. Уровень выраженных изменений проявляется в усилении воздействия дезадаптивных методов на личность, приобретение групповых стереотипов мышления с потерей самоидентификации и формированием зависимости от культа. При усилении воздействия дезадаптивных методов на личность отмечается психотическая симптоматика во время проведения групповых занятий. Выявляются иллюзорные и галлюцинаторные нарушения восприятия, стереотипность мышления с доминированием в сознании пациентов идей культового вероучения.
3. Уровень полной идентификации с культом характеризуется сформированностью стереотипов поведения, мышления и эмоционального реагирования на внесектантский мир только на основе «нормативности» культового вероучения. Происходит разрыв социальных связей, семейных отношений с перемещением интересов личности исключительно на деятельность «секты». Критическое осмысление происходящего в культе почти полностью отсутствует, что приводит адептов к идентификации с религиозной «сектой». Третий уровень выявляет наличие психотических состояний и вне массовых собраний членов культа. Отмечаются глоссолалии, ступорозные и экстатические состояния с падениями, судорогами, потерей контакта с окружающей действительностью. Потеря самоидентификации соответствует зависимому расстройству личности с полным выполнением предписаний культа во всех сферах жизнедеятельности[111].

## Последствия деструктивного воздействия
Следствием воздействия деструктивных культов является разрушение личности человека, семейных и родственных отношений, подрыв физического и душевного здоровья, что, как правило, приводит к социальному отчуждению. Член организации лишается способности самостоятельно принимать жизненно важные для себя решения, отдавая добровольно роль «ведущего» лидеру своей организации и тотально теряя способность ориентироваться в жизненных ценностях, он оторван от социальной практики, от исторических, социальных, культурных традиций общества, все его функции (информационная, ориентировочная, творческая, регулятивно-управленческая и оценка явлений действительности) находятся под контролем культа, вплоть до потери адептом способности к осознанно-волевому поведению (юридический критерий невменяемости), либо значительного ограничения избирательности поведения. Член тоталитарной секты нередко не только враждебен к социуму, но и способен на самые тяжкие преступления по отношению к нему (см, например, «Зариновая атака в Токийском метрополитене» и Биотеррористический акт секты Ошо).
Дезадаптивные методы воздействия на личность, использующиеся религиозными «сектами» в отношении своих адептов, приводят к нарушению у них социальной адаптации, смене жизненных стереотипов и создают предпосылки для первичного развития или усугубления уже имеющихся психических и поведенческих расстройств.
Последствием пребывания в таких объединениях является целый комплекс негативных психоэмоциональных состояний, наличие значительных нарушений психофизиологических параметров (сна, аппетита, веса), а также состояние апатии, фрустрации, депрессии, тревожности, экзистенциального вакуума, которые служат причиной образования невроза навязчивых состояний и других патологий личности.
Члены тоталитарных сект демонстрируют неумение концентрировать усилия на целенаправленной деятельности, нарушения внутренней координации, регламентации поведения, вызывающие трудности при взаимодействии с окружающими, при прогнозировании ответных реакций с их стороны, при соблюдении взаимных обязательств и установленных в обществе норм, правил жизнедеятельности. Большинство членов сект не знают, как проявить в общении дружелюбие, как вести разговор, как выразить соответствующим образом гнев, как отклонить неразумные просьбы. Стрессовые ситуации вызывают у них состояние растерянности, а защитная реакция выражается уходом «в мир мечты и фантазий».
Исследования показывают, что у большинства молодых людей (мужчин и женщин) спустя 3-4 месяца после регулярных посещений тоталитарных сект (в частности, «Белое братство», «Богородичный центр», «Аум Синрикё», «Сознание Кришны», «Свидетели Иеговы») отмечались следующие изменения: убеждённость в правоте учения религиозного культа; враждебное отношение к родителям; отказ от учёбы, работы, чтения газет, журналов, художественной литературы, от просмотра кино и телепередач, от пользования радиоприёмником; ограничение сна до 3-5 часов в сутки и исключение из питания продуктов, содержащих животные белки; нарастающие интроспекции, замкнутость, потеря друзей, угасание интереса к противоположному полу; появление амимии, эмоциональная холодность, бесстрастный тон голоса; безразличное отношение к внешности.
Отмечается следующий возможный ущерб, который деструктивная организация в состоянии причинить семье:
- разрушение семей;
- появление социальных сирот — детей, брошенных родителями, вступившими в организацию;
- оставление без ухода престарелых родителей их детьми, ушедшими в секту;
- резкое ухудшение здоровья членов семьи адепта (в первую очередь психического) из-за его разрыва с нею;
- проблемы воспитания детей в неполных семьях;
- проблемы, связанные с принуждением руководителями организации своих адептов к разделу имущества, совместно нажитого в браке, с передачей доли адепта в данную организацию;
- вовлечение членом семьи — адептом — своих родных и близких в организацию;
- физическое и психологическое насилие, осуществляемое адептом в своей семье по религиозным мотивам, особенно над детьми;
- введение адептом по религиозным мотивам режима неполноценного питания.

Возможные последствия деструктивного воздействия сект для детей отражены в экспертном заключении по делу о сектантах-пятидесятниках, опубликованном в 1977 году:

Обследовано 30 детей сектантов. Они резко отстают oт своих сверстников в физическом и психическом развитии. Обнаруживают эмоциональную неустойчивость (замкнутость, плаксивость, пугливость), узкий кругозор, примитивность суждений. Не посещают кино, театров, культурных и спортивных мероприятий. На молениях испытывают страх. Исполнение обрядов, сопровождаемых плачем, криками и трясками верующих, глубоко расстраивает легко ранимую нервную систему ребёнка, длительное пребывание в этой обстановке приводит к психическому истощению детей. Сектанты воспитывают своих детей в духе религиозного фанатизма, в постоянном страхе, о чём свидетельствует и содержание таких гимнов, как «День великий, страшный близко», «Расстанутся дети и родители». Участие несовершеннолетних в сборищах и молениях, соблюдение ими обрядов этой секты пагубно влияет на физическое и психическое развитие детей, приводит к ограничению их кругозора, задержке в развитии интеллекта и уродливому формированию личности.

## Использование понятий «тоталитарная секта» и «деструктивный культ»
Понятия (термины) «тоталитарная секта» и «деструктивный культ» в России используются в религиоведении, криминологии, социологии и психологии, в том числе авторами, исследующими проблемы девиантного поведения. Во мнениях и комментариях ряда российских общественных деятелей также присутствуют данные термины. В англоязычной литературе, в том числе научной, распространёно понятие «деструктивный культ», которое используется западными социологами, психологами, богословами и публицистами по отношению к религиозным, неорелигиозным и другим группам и организациям, нанёсшим вред обществу или своим членам (материальный, психологический или физический), а также подозреваемым в потенциальной опасности нанесения такого вреда.
Указывается, что в последние несколько лет всё чаще появляются публикации, указывающие на необходимость учитывать вовлечённость пациентов, поступающих для обследования, лечения или решения экспертных вопросов, в деятельность тех или иных деструктивных религиозных культов.
Кандидат философских наук Е. В. Калужская считает, что «характеристика многих современных сект как тоталитарных и деструктивных имеет реальные основания. Она отражает тип межличностных отношений в рамках секты, уровень притязаний и посягательств секты на личную жизнь и свободу своих адептов, существенные черты их общественной практики, а также способствует сдерживанию самых негативных и опасных её проявлений».
Кандидат юридических наук, доцент кафедры криминалистического обеспечения расследования преступлений Саратовской государственной академии права И. Б. Воробьёва отмечает, что «в современном российском законодательстве необходимо сформулировать и дать оценку понятию „секта“, а не отмахиваться от него как от надуманного, имеющего только религиозное значение».
По мнению доктора юридических наук, профессор РАНХиГС И. В. Понкина, "точку в споре по поводу юридического или неюридического характера понятия «секта», подтвердив возможность его использования, поставил 23 ноября 1999 г. Конституционный Суд Российской Федерации в Постановлении по делу о проверке конституционности абзацев третьего и четвёртого пункта 3 статьи 27 Федерального закона «О свободе совести и о религиозных объединениях» от 26.09.1997 г. № 125-ФЗ:112.
Несмотря на отсутствие определения понятия «секта» в нормативно-правовых документах, использование его допустимо и легально в судебной практике в Российской Федерации.
Термин «секта» многократно использовался новостными агентствами, включая центральное государственное информационное агентство России ИТАР-ТАСС, информагентство Интерфакс, РосБизнесКонсалтинг, РИА Новости, издания Российская Газета, Независимая газета. Кроме того, термин «секта» применяется в судебной практике, включая Конституционный суд Российской Федерации и суды общей юрисдикции.
Количество официальных юридических документов с использованием термин «секта» имеет тенденцию к нарастанию.
Пленум Верховного Суда Российской Федерации постановлением от 16.11.2006 г. № 55 внёс на рассмотрение Государственной Думы проект Кодекса административного судопроизводства Российской Федерации, в котором определил споры о прекращении деятельности организаций и религиозных объединений, угрожающих жизни и здоровью граждан, как направление, которое требует специального процессуального регулирования.
В проекте Кодекса предусмотрены процедуры быстрого и жёсткого пресечения деятельности террористических организаций и тоталитарных сект.
По итогам расширенного заседания Комиссии Общественной палаты Российской Федерации по общественному контролю за деятельностью правоохранительных органов и реформированием судебно-правовой системы в резолюции «О мерах по противодействию различным формам насилия над детьми» от 27 января 2009 года Правительству Российской Федерации рекомендовано ввести в уголовное законодательство определение понятия «тоталитарная секта» («деструктивный культ») и установление уголовной ответственности за их деятельность.
В «Доктрине информационной безопасности России» термин «тоталитарная секта» используется наряду с констатацией необходимости «противодействия негативному влиянию иностранных религиозных организаций и миссионеров».:112

Наибольшую опасность в сфере духовной жизни представляют следующие угрозы информационной безопасности Российской Федерации:… возможность нарушения общественной стабильности, нанесение вреда здоровью и жизни граждан вследствие деятельности религиозных объединений, проповедующих религиозный фундаментализм, а также тоталитарных религиозных сект
Понятие «тоталитарная секта» применяется в нормативно-правовых актах Российской Федерации и её субъектов — Республика Тыва, Ставропольский край, Белгородская область, Брянская область, Вологодская область, Липецкая область, Магаданская область, Пензенская область, Свердловская область, городов федерального значения — Москва и Санкт-Петербург, а также в актах органов местного самоуправления — Амурск, Всеволжск, Клин, Кочкурово, Оёк, Орехово-Зуево, Печатники, Сызрань, Тольятти, Тотьма, Троицк, Хабаровск.
В 2001 году Российский энциклопедический словарь отмечал, что 

Т. н. «тоталитарные секты», получившие распространение в 20 в. («Общество Муна», «сатанисты», «Белое братство» и др.) основаны на культе вождя, безоговорочном подчинении рядовых членов руководству организации. Противоправные действия таких организаций (изуверские обряды, психологическое давление преследуются законом):1410
В 2005 году доктор филологических наук, доктор философии (PhD) в области сравнительного языкознания Кёльнского университета, доцент кафедры немецкого языка МГИМО В. М. Глушак указывал, что «известны случаи, когда люди получали по почте серийные письма (как правило, от тоталитарных сект), в которых давались требования выполнить то или иное действие». Глушак отмечал, что если получатель отказывался от их выполнения, то «проводились угрозы совершения чего-либо ужасного посредством сверхъестественных сил»:142.
В 2006 году кандидат богословия, кандидат философских наук, доцент кафедры библеистики ПСТГУ, ответственный секретарь Совета по теологии УМО по классическому университетскому образованию иерей К. О. Польсков подчеркнул, что в случае, если государство самоустраняется «от участия в создании адекватной системы традиционного конфессионального обучения» и отказывается «от возможности теологического образования в государственных вузах» то это приводит к потере действенных рычагов в нравственном воспитанием молодёжи, «к неготовности государства противостоять проявлениям крайнего религиозного фундаментализма, тоталитарным сектам, демоническим и иным деструктивным культам», которые, как указывает Польсков, осуществляют на территории Российской Федерации «хорошо спланированную антигосударственную деятельность»:22.
В 2006 году кандидат педагогических наук, доцент кафедры социальной психологии Санкт-Петербургского гуманитарного университета профсоюзов Н. А. Леванькова отмечала, что во время случившегося 1990-е годы бурного социального реформирования «произошёл стремительный отрыв общества от тех духовных исторических корней, которыми оно держалось и питалось», что привело к возникновению «бездуховности и безыдейности», а российское общество впало «в опасное состояние временной утраты способности противостоять идеологической интервенции со стороны деструктивных тоталитарных сообществ». Ей определены ясно обозначившиеся взаимосвязи новых общественных условий и направлений воспитания в семье, к которым среди прочего отнесены криминализация общества и «распространение идеологически окрашенных деструктивных движений, культов, сект»:113.
В 2006 году кандидат юридических наук и доктор исторических наук, профессор кафедры государственного и административного права МГУ имени Н. П. Огарева В. Ф. Лёвин отмечал, что член-корреспондент Императорской академии наук, профессор Казанской духовной академии востоковед Н. И. Ильминский считал, что опасным является рост различного рода тоталитарных религиозных сект, которые наставляют своих прихожан на неправедный путь. Ильинский также писал, что если в «условиях полной бездуховности подавляющей части населения края» этому росту не противостоять, то люди легко станут жертвой различных тоталитарных сект.
В 2006 году доктор исторических наук, ведущий научный сотрудник ИМЭМО РАН, заведующий отделом СНГ А. Б. Крылов отметил, что в Киргизии сделали попытку «закрепиться представители различных сект, деятельность которых запрещена в других государствах (Церковь Муна, „Белое Братство“ и другие тоталитарные структуры)».
В 2007 году доктор юридических наук, профессор, статс-секретарь — заместитель директора ФСБ России Ю. С. Горбунов к числу мер информационно-пропагандистской борьбы с терроризмом относил «разоблачение и компрометация сепаратистских, террористических и экстремистских организаций, тоталитарных сект и иных религиозных структур, чья деятельность наносит ущерб безопасности Российской Федерации»:227.
В 2007 году кандидат социологических наук, начальник отделения психологического обеспечения ОрЮИ МВД России О. В. Бровчук писала, что острой проблемой являются деструктивные организации (деструктивные культы, тоталитарные секты) представляющие собой «авторитарные, иерархически построенные организации любой ориентации». Она также отметила, что их деятельность носит разрушительный характер «по отношению к естественному духовному, психическому и физическому состоянию личности». Также Бровчук указала, что по мнению экспертов 15,0 % от общего числа самоубийств имеют место в среде деструктивных организаций, поскольку в них «каждый год всё чаще встречается такое явление, как ритуальный суицид», при котором адепт (приверженец секты) приносит в жертву самого себя. Она также обращает внимание на то, что по оценкам специалистов в России активно действуют примерно 100 сект, что в свою очередь вызывает общественный резонанс:60.
В 2007 году кандидат педагогических наук, заместитель Председателя Парламента Кабардино-Балкарской Республики Т. В. Саенко отметила, что на рубеже XX и XXI вв. стали явными тенденции имеющие отрицательное влияние на воспитание подрастающего поколения и несущие в себе угрозу будущему России, к которым среди прочего она отнесла «агрессивное влияние реакционных асоциальных групп, религиозных тоталитарных сект, проповедующих псевдорелигии и призывающих к национальной и религиозной неприязни, терроризму»:413.
В 2007 году кандидат педагогических наук, доцент и заведующая кафедрой социальной педагогики педагогического факультета ПСТГУ Т. В. Склярова отмечала, что в число направлений социальной деятельности приходов входит «реабилитация „повреждённой свободы“ личности — пребывание в тоталитарной секте, занятия оккультными практиками»:72.
В 2008 году религиовед, философ, культуролог и правовед И. А. Арзуманов указывал, что «Понятийное определение угроз религиознообусловленной толерантности, как правило, ограничивается терминами „секта“, „деструктивный культ“, „тоталитарная религиозная секта“, увязываемыми и с проблемой религиозного экстремизма»:112.
В 2008 году кандидат психологических наук, доцент кафедры психологии СПбАППО С. А. Черняева выделила участие в деятельности «деструктивных религиозных объединений, „тоталитарных сект“», в качестве одно из двух типов ложной религиозности. Также она указала на то, что большинство тоталитарных сект направлены на подавление личностной свободы с целью подчинить человека деятельности лидеров для различных форм эксплуатации:186.
В 2008 году философ В. В. Аверьянов в своём докладе «Этнорелигиозный фактор дестабилизации и национальная безопасность России» отнёс наряду с воинствующим ваххабитами, радикальными шовинистами в республиках отнёс тоталитарные секты к организованным структуры сепаратистского характера:14.
В 2008 году кандидат философских наук М. Ш. Муртазина и доктор философских наук, профессор кафедры философии ИГУ, заслуженный работник высшей школы Читинской области М. Н. Фомина отмечали, что любой пользователь Интернета заходящий в сеть мировоззренческими вопросами должен помнить «о том, что наибольшую активность в сети развивают обычно тоталитарные секты, религиозные экстремисты». Муртазиева и Фомина подчёркивают, что тоталитарные секты и религиозные экстремисты «в отличие от традиционных конфессий, активно идут на контакт с человеком, который пытается найти Бога». Также они указывают, что поскольку тоталитарные секты и религиозные экстремисты не имеют других способов обращаться к «широкой публике, кроме Интернета, они используют все его возможности, в отличие традиционных конфессий, для которых Интернет — это всего лишь дополнение к их деятельности»:357.
В 2008 году кандидат философских наук, доцент Санкт-Петербургского гуманитарного университета профсоюзов С. А. Загрубский указал, что при чрезмерном и анархическом самоуважении «при отсутствии внешних „авторитетов“ и „святых“» возникает «такое печальное явление, как готовность молодых людей к функционированию в составе многообразных сект и объединений явно тоталитарного характера». Он отмечает, что такое поведение способно быть воспринятым окружающими противоречивым, когда происходит «соединение „раскрученной“ индивидуальности и готовности к полной подчинённости». Загрубский отмечает, что всё это вызвано в необходимости упорядочить внутренний хаотичный мир, причём «безразлично на какой основе», а «отсюда спешит молодой человек, „индивидуальный и самостоятельный“, под крышу какой-нибудь секты, клуба, организации». Также Загрубский подчёркивает, что «руководители этих сект и организаций не лукавят», поскольку они требуют от адептов в первую очередь послушания, при котором «формально исключается право на самостоятельность, отдельность, индивидуальность». Загрубский подытоживает: «Послушание и исполнительность — одинаково в религиозных, или бандитских, или политических, или в любого рода других объединениях»:81.
В 2009 году кандидат философских наук А. В. Римский, кандидат философских наук А. В. Артюх отмечают, что опасность религиозного экстремизма исходит «из криминальных наклонностей внутренней жизни членов сект, их зомбирования». В свою очередь «криминальные наклонности сект экстремистского плана следуют из их фанатичности и деформированности понимания цели жизни, вседозволенности выбора средств её достижения, а также слепой подчинённости своему вышестоящему руководству»:81
В 2009 году доктор философских наук, профессор и заведующая кафедрой культурологии Тамбовского государственного университета имени Г. Р. Державина О. В. Ромах и доктор философских наук, доцент кафедры философских и социально-экономических дисциплин Московского государственного юридического университета имени О. Е. Кутафина Т. С. Лапина указывают, что семиотичной является вся общественная жизнедеятельность, включающая в себя культуроносную, поскольку деятельность «антикультурных структур, например, фашистских организаций, религиозных тоталитарных сект тоже сопровождается использованием многообразных знаков»:3.
В 2009 году кандидат социологических наук, доктор политических наук, профессор кафедры гуманитарных и социальных дисциплин Старооскольского филиала Воронежского государственного университета, заместитель начальника департамента образования, культуры и молодёжной политики Правительства Белгородской области — начальник управления по делам молодёжи Белгородской области Беспаленко П. Н. и доктор философских наук, профессор и заведующий кафедрой философии БелГУ В. П. Римский подчёркивали, что для всех тоталитарных сект целью является «не только завербовать ничего не подозревающих граждан, но и получить доступ к влиянию на власть». Исследователи отмечают, что тоталитарные секты «не стремятся к немедленной прибыли: они вкладывают средства в экономику стран, дают значительное „благотворительное пособие“ в валюте государственным чиновникам, наращивают своё влияние в СМИ». Это рассматривается, как религиозный фактор в "духовной войне Запада против России, Украины и других стран бывшего СССР использующийся для подрыва духовных и нравственных устоев":9-10. Беспаленко и Римский указывают, что с целью успешно внедрить в России самые опасные тоталитарные сект были проведены «„обработка“ и „операции по привлечению на свою сторону“ преподавательского состава школ и иных учебных заведений»:10.Также они отмечали, что тоталитарные секты (деструктивные культы)делают усиленные попытки «проникнуть и внедриться в органы образования, здравоохранения, государственного управления, производства и коммерции»:12. Учёные замечают, что у членов тоталитарных сект «формируется тоталитарное мировоззрение, что приводит к преобладанию групповых интересов над личными и развитию синдрома „мы/они“, разделяющего мир на два враждебных лагеря: „мы“ (культисты) и все остальные люди, не принадлежащие к данному культу». Отсюда происходит преобладание групповой воли над индивидуальной, а также «внушается чувство элитарности и взгляд на мир с позиции поляризованности: культ — хороший, мир вне культа — плохой, спасения в нём нет, а значит, и нет пути назад»:11.
В 2009 году доктор исторических наук, профессор кафедры украиноведения БелГУ Н. Н. Олейник указывал, что религиозный терроризм является наиболее опасным из выделяемых им (политический, национальный), поскольку он основывается на фанатизме, на основе которого «возникло значительное число непримиримых к любой иной точке зрения различных религиозных сект, по своему устройству тоталитарных». К таковым он относит Аум синрикё, Храм Народов, Ветвь Давидова и движение Раджниша:143.
В 2009 году кандидат богословия, доцент кафедры педагогики и методики начального образования ПСТГУ иерей О. А. Мумриков отметил, что правильное направление религиозного поиска молодёжи и «вдумчивое перелистывание страниц книги природы, свидетельствующей о Творце» будет способствовать выработке трезвого и предельно осторожного подхада «к самым различным проявлениям как псевдонауки, так и псевдорелигии (сайентологии, теософии, оккультизму, магии, движению New Age, различным тоталитарным сектам и т. п.)».
В 2010 году кандидат педагогических наук, доцент УрГПУ Н. И. Мазурчук подчёркивала, что учитель «не только может, а морально обязан противодействовать проникновению в школьную среду информации, связанной с деятельностью различного рода тоталитарных сект, экстремистских групп, сомнительных объединений»:139.
В 2011 году доктор биологических наук, профессор, заведующий кафедрой физиологии человека и животных и валеологии Кемеровского государственного университета, заслуженный деятель науки РФ Э. М. Казин, доктор педагогических наук, профессор, заведующая межвузовской кафедрой и вузовской кафедрой Кемеровского государственного университета, заслуженный работник высшей школы РФ, лауреат премии Правительства РФ в области образования Н. Э. Касаткина, кандидат педагогических наук, доцент Кемеровского государственного университета, проректор по учебно-организационной работе Т. Н. Семенкова указывали на то, что «в состоянии острого или хронического стресса молодые люди с большей вероятностью попадают в тоталитарную секту, пристращаются к азартным играм, уходят в виртуальный мир компьютерных игр»:80.
В 2011 году кандидат юридических наук С. Т. Ахмедханова отметила, что применительно к Республике Дагестан «всё шире распространяются всевозможные нетрадиционные формы религии, включая тоталитарные секты и деструктивные культы». Она указала, что «повышенную общественную опасность» содержит в себе вовлечение в нетрадиционную религию молодой девушки, объясняя это тем, что происходит эмоциональное вторжение в её «процесс моральной саморегуляции» и на неё оказывается давление. Ахмедханова делает вывод, что «происходит процесс перерастания жертвы-женщины в преступницу-террористку». Она также высказывает мнение, что «именно в нетрадиционных формах религии кроются корни чудовищных превращений молодых женщин в террористок».
В 2011 году кандидат психологических наук, доцент кафедры «Общей и этнической психологии» КазНУ им. аль-Фараби М. Н. Кунанбаева и её соавтор М. Ж. Ыдрышева отмечали, что в Казахстане «имеет место влияние различных иностранных миссионерских движений и расширение социальной базы сектантских организаций, особенно за счёт молодёжи, усиление деятельности деструктивных сект и культов нового поколения». Они замечают, что на сегодняшний день являются важными мероприятия, цель которых «предупредить отрыв молодёжи от коренных этнических устоев и рост вовлечения молодёжи в деструктивные культы и тоталитарные секты». Кунанбаева и Ыдрышева указывают, что все тоталитарные секты «претендуют на обладание монополией на истину, а в действительности стремятся распространить свою власть на волю и сознание молодого поколения казахстанцев в угоду пришлым авторитетам, чьи идеологические установки прямо противоречат национальным интересам нашей страны и разрушают идеологическую базу казахстанского патриотизма»:76-77.
В 2011 году член-корреспондент РАО, доктор педагогических наук, профессор МПГУ А. В. Мудрик заметил, что для контркультурных криминальных и тоталитарных — политических и квазикультовых) организаций (сообществ) свойственно «диссоциальное воспитание (лат. dis — приставка, сообщающая понятию противоположный смысл)», которое он определил, как «целенаправленное формирование антисоциального сознания и поведения у членов». Он также указывает, что таким образом члены контркультурных организаций усваивают контркультурные ценности и установки, девиантное обособление по отношению к обществу. Так на них организацией оказывается десоциализирующее влияние. Это всё осуществляется руководителями контркультурных организаций, которые могут иметь разные названия (вождь, учитель, лидер, шеф) и их приближёнными лицами с целью привлечения и подготовки смены. Всё руководство контркультурной организации Мудрик предлагает назвать компрачикосами, как в Европе в Средние века называли тех людей, кто «покупал или похищал детей и уродовал их для продажи в качестве шутов, попрошаек и пр.»
В 2012 году кандидат педагогических наук О. В. Кириченко указал, что при осуществлении классным руководителем образовательной деятельности по формированию правовой культуры в современных условиях предполагается проведение нетрадиционных форм классных часов, где особое внимание стоит обратить на приглашение специалистов в области права, которые смогут профессионально рассказать о «деятельности тоталитарных сект религиозной направленности»:27.
В 2012 году доктор педагогических наук, профессор и заведующий кафедрой русского языка ТулГУ Л. А. Константинова и кандидат политических наук, доцент кафедры социологии и политологии ТулГУ О. Е. Шумилова посчитали, что введение в образовательные программы дисциплины «Религиоведение» будет, среди прочего, помогать в поиске способов «противостояния пропагандистскому влиянию тоталитарных сект»:35.
В 2012 году старший преподаватель кафедры экономического английского языка № 1 Д. С. Савченко подчеркнула, что одним из важнейших источников пополнения «для молодёжного экстремизма, наряду с полукриминальными молодёжными компаниями, являются тоталитарные секты и нетрадиционные религиозные учения»:17.
В 2012 году кандидат социологических наук, доцент кафедры истории и теории социологии социологического факультета МГУ имени М. В. Ломоносова С. О. Елишев подчеркнул, что если для традиционных для того или иного общества, культуры, нации или группы религий свойственно благоприятное влияние на жизнедеятельность общества, то деятельность целого ряда религиозных новообразований, которые усиленно распространяют своё влияние на молодёжь Запада и постсоветского пространства, в значительной имеет признаки антиобщественного и антигосударственного содержания, и по отношению к ним постепенно входят в научный обиход термины «тоталитарная секта» и «деструктивный культ». В качестве примера таких новообразований он приводит «АУМ Синрикё, различные сатанинские культы и секты»:7.
В 2012 году кандидат социологических наук, доцент кафедры конфликтологии философского факультета Казанского (Приволжского) федерального университета О. В. Маврин отметил, что в образовательную программу по профилактике экстремизма и терроризма на территории Республики Татарстан, подготовленную в самом начале года сотрудниками кафедры конфликтологии К(П)ФУ в рамках воплощения программы развития Казанского федерального университета, в качестве основной задачи выступала «подготовка к профилактике и предупреждение экстремистских и террористических проявлений в Республике Татарстан», где особое внимание было уделено «демонстрации влияния активности тоталитарных сект и росту экстремистских и террористических организаций в обществе»:184.
В 2013 году преподаватель кафедры уголовного права и процесса ТИУиЭ, председатель молодёжного Совета при Городской Думе Таганрога, депутат Молодёжного Парламента при Законодательном Собрании Ростовской области, юрист и социальный педагог А. В. Карягина отмечала, что обычно тоталитарными сектами «используют запрещённые формы привлечения новых членов», применяются «методы воздействия на психику человека, которые могут спровоцировать социально-психологические проблемы, отказ от критического и рационального мышления».
В 2013 году кандидат юридических наук, старший преподаватель кафедра конституционного и международного права Юридического института ТГУ А. А. Исаева (Агафонова) отметила, что распадом СССР «были созданы благоприятные условия для деятельности сторонников радикального ислама, а также различных религиозных сект и новых религиозных организаций (в том числе тоталитарных)»:87.
В 2013 году кандидат исторических наук, доцент кафедры политологии Южно-Уральского государственного университета Д. С. Глухарев отмечал, что распад «традиционных ценностей, экономический кризис, социальная несправедливость» подталкивают к поиску «новых духовных ценностей, которые приводят к религии», а «в этом случае ислам, как и ряд тоталитарных сект, наиболее полно отвечает появившемуся спросу на духовность»:125.
В 2013 году кандидат исторических наук, доцент кафедры истории России средних веков и нового времени МГОУ, доцент кафедры истории и социальных дисциплин Педагогической академии последипломного образования, член Российского философского общества О. В. Розина подчеркнула, что непринятие во внимание внутренней работы человека по самоопределению может привести к формированию различных зависимостей от своих стихийных инстинктов (страстей) и от внешних воздействий (тоталитарных сект, политических «манипуляторов» и т. п.):66.
В 2013 году кандидат философских наук, доцент кафедры культурологии и политологии БелГУ религиовед Р. А. Лопин обратил внимание на то, что в России существует большое количество религиозных организаций являющихся иностранными религиозными миссиями по своему происхождению и внутреннему содержанию, «многие из них имеют явно выраженные признаки авторитарно-деструктивных религиозных объединений и классифицируются как секты». Он указывает, что такие религиозные организации противопоставляют себя «традиционным конфессиям, способствуют трансформации духовных ориентиров в российском социуме, довольно часто выступают против традиционных ценностей отечественной культуры, в том числе нарушая законодательство РФ». Лопин отметил, что при усиленном росте «деятельности организаций такого рода и вовлечении в их состав (адептами) российских граждан нарастает опасность дестабилизации внутренней ситуации в стране», поскольку в последнее время в России уже появились сообщества граждан отстаивающие интересы США, Турции, Саудовской Аравии и других стран.
В 2013 году доктор медицинских наук, старший научный сотрудник отдела по изучению эндогенных психических расстройств и аффективных состояний НЦПЗ РАМН, руководитель отдела научной информации НЦПЗ РАМН И. В. Олейчик, кандидат медицинских наук, заместитель директора по научной работе НЦПЗ РАМН Г. И. Копейко и кандидат медицинских наук, доцент кафедры психиатрии РМАПО П. А. Баранов в проведённом в отделе по изучению эндогенных психических расстройств и аффективных состояний (руководитель — академик РАМН, профессор А. С. Тиганов) НЦПЗ РАМН клинико-психопатологическом исследовании 393 больных мужского пола в возрасте 16-25 лет, страдавших эндогенными депрессиями и госпитализированных, выяснили, что для группы пациентов старшего юношеского возраста (21-25 лет) суицидогенными (ведущими к самоубийству) факторами являются «психотравмирующие ситуации имеющие более высокую личностную значимость и сложнее поддающиеся коррекции», к которым среди прочих относятся «увлечение мистическими концепциями, членство в тоталитарных сектах»:6.
С марта 2014 года рабочая группа Государственной Думы Российской Федерации занимается изучением вопроса о юридической формулировке понятия «секта», для обозначения деструктивных религиозных организаций, которые «оказывают психологическое влияние на людей, проводят незаконные сеансы „лечения“, нередко вредят здоровью и отчуждают в свою пользу имущество доверчивых адептов». Группа включает, кроме депутатов, представителей Генеральной прокуратуры, Министерства юстиции и других ведомств и планирует получить определение по данному вопросу в Верховном суде РФ.

## Критика понятия «тоталитарная секта»
В 1997 году религиовед Н. А. Трофимчук высказал мнение, что термин «тоталитарные секты» во многом политический и по сути сводящийся к фразе «кто не с нами, тот против нас», также указывая, что термин формирует в обществе религиозную нетерпимость.
В 1998 году Судебная палата по информационным спорам при Президенте РФ отметила в своём рекомендательном решении, что понятие «секта» даже без дополнения «тоталитарная» содержит «безусловно, негативную смысловую нагрузку, способную оскорбить чувства верующих»:87.
В 1999 году религиовед Л. И. Григорьева высказывала мнение, что понятие «тоталитарная секта» «не отражает в действительности качественных особенностей новейшей нетрадиционной религиозности» и имеет «научную несостоятельность и необъективность». Григорьева считает, что раз термин применяется представителями конкурирующих религиозных течений, то его использование имеет под собой «конкретную идеологическую цель — опорочить и скомпрометировать любое альтернативное религиозное движение вне зависимости от его реального содержания».
В 2000 году социолог религии М. С. Штерин, ранее выступавший в качестве эксперта-свидетеля со стороны истцов в судебном процессе против А. Л. Дворкина отметил, что ярлык «тоталитарная секта» в России и некоторых других странах используются для любого нового религиозного движения из-за уверенности в том, что оно обязательно имеет негативные качества. Также Штерин охарактеризовал термин как «социальное оружие», нацеленное на политические изменения, что приводит к тому, что термин «вряд ли можно считать полезным инструментом в научных исследованиях».
В 2000 году религиовед Л. Н. Митрохин высказал мнение, что нетрадиционные религии в России «фигурируют под научно неприемлемыми наименованиями „тоталитарные секты“, „деструктивные культы“». Однако в 1995 году в статье в журнале «Социологические исследования», Митрохин указывал, что «особую тревогу вызывает оголтелая экспансия многочисленных квазирелигиозных образований (культов, нетрадиционных религий, „тоталитарных сект“)», которые «применяя изощрённую психотехнику» оказывают губительное влияние «на психику людей и их личностное сознание, превращая своих последователей в жизнерадостных роботов.» К ним он отнёс «„Церковь унификации“, „Общество сознания Кришны“, „Церковь сайентологии“ и др.», а также возникшие «на почве православия („Великое белое братство“, „Богородичный центр“, „группа Виссариона“ и др.)».
В 2001 году религиовед И. Я. Кантеров в журнале «Религия и право» отмечал, что характерные признаки религиозных объединений тоталитарного типа характеризуются абстрактностью и неопределённостью. Эти характерные признаки, по его мнению, присущи всем типам религиозных объединений, относимых к тоталитарным, и не являются устойчивыми, большинство из них носят оценочный характер и могут применяться избирательно. Кантеров указывает на то, что во многих религиозных объединениях, причисляемых к тоталитарным, жёстких структур никогда не существовало, однако такие объединения клеймятся как «деструктивные и тоталитарные». Данные понятия, по его мнению, используются главным образом с идеологическими целями — создания негативного образа религиозных объединений. Также неладно обстоят дела и с другими признаками «тоталитарности», такими как «контроль сознания» и жёсткая регламентация всех сторон жизни. Эти признаки, также как и предыдущие, являются оценочными и всё зависит от заинтересованности тех, кто ими манипулирует, «награждая» определённое религиозное образование. Кантеров по этому поводу замечает: «При желании, к разряду „тоталитарных“ могут быть отнесены монастырские обители и религиозные ордена, поскольку их вряд ли можно назвать оазисами безбрежного духовного плюрализма». Также подверг сомнению саму возможность употребления понятия «тоталитарная секта» в цивилизованном обществе и заявил, что он противоречит Конституции России. В 2004 году в журнале «Независимый психиатрический журнал» он высказал мнение, что подавляющее большинство представителей отечественного научного религиоведения и социологии религии в своих исследованиях и преподавательской работе понятиями «тоталитарная секта» и «деструктивный культ» не используют.:1270. В то же время сам Кантеров в 2005 году в Большой российской энциклопедии в статье про Аум синрикё определил эту организацию как тоталитарную секту. В 2006 году Кантеров отмечал, что «жёсткие структуры имеются не только у объединений, причисляемых к тоталитарным, но и, например, в католицизме». В 2007 году Кантеров высказал мнение, что термин тоталитарная секта «должен быть помещён в раздел уголовного права», потому что в данном случае «термин секта наделяется криминальными характеристиками».
В 2003 году религиовед Б. З. Фаликов на веб-сайте «Мир религий» интернет-издания Newsru.com считает, что, как правило, в список «тоталитарных сект» и «деструктивных культов» «входят практически все известные новые религиозные движения», в результате чего «проблема отбора отпадает сама собой». По мнению религиоведа, применение понятия «тоталитарная секта» является не проявлением заботы «о духовном и психическом здоровье населения», а попыткой «избавить от успешных конкурентов традиционные религии, отяжелевшие под грузом лет и растерявшие миссионерскую прыть».
В 2003 году Уполномоченный по правам человека в РФ, доктор юридических наук, профессор Олег Миронов рассмотрел по жалобе пастора адвентистов седьмого дня из Костромы ряд документов Министерства юстиции и в докладе о своей деятельности высказал к ним замечания, из-за, по его оценке, некорректного использования в них таких понятий, как «деструктивные, тоталитарные, нетрадиционные культы и секты», указав на отсутствие их правовых определений и на отсутствие терминов в нормативных актах, регулирующих деятельность религиозных объединений.
В 2003 году профессор кафедры истории и регионоведения Томского политехнического университета Л. И. Сосковец отметила, что в 90-е годы тоталитарными сектами «были названы практически все новые для России религиозные образования», в том числе не только некоторые «действительно одиозные» (Аум Синрикё, Ананда Марга) и псевдорелигиозные (Церковь сайентологии), но много других (Церковь объединения, Международное общество сознания Кришны, Богородичный центр, Белое братство), мормоны, методисты, иеговисты, включая даже пятидесятников, а также религию бахаи с большим множеством её приверженцев. Сосковец указала, что методисты и иеговисты существовали в России ещё в конце XIX века. Также Сосковец отметила, что РПЦ «в целом выиграла» устроенную ей кампанию против «тоталитарных сект», хотя большую роль сыграли субъективные и объективные факторы, не позволившие состояться буму «нетрадиционных религий».
В 2004 году религиовед Д. А. Головушкин в журнале «Journal for the Study of Religions and Ideologies» высказал мнение, что религиозная конфронтация в России будет усиливаться, что православная церковь вместе с государством нацелены на совместное противостояние против иностранных и российских новых религиозных движений, объявляющихся «тоталитарными сектами» автоматически.
В 2004 году социолог религии Айлин Баркер в интервью «Независимой газете» отметила, что у неё очень подозрительное отношение к термину «тоталитарная секта» из-за его предвзятости и негативного характера. Баркер сказала, что тоталитарные религии как религии с полным контролем религиозного лидера над общиной существуют, но термин «тоталитарная секта» не несёт пользы, потому что обычно его использование указывает лишь на то, что человеку не нравится данная религия. Также Баркер считает, что «часто традиционные религии гораздо более тоталитарны, чем новые движения».
В 2004 году к. ф. н., доцент Воронежского филиала Современной гуманитарной академии журналист Михаил Жеребятьев и к. ф. н. Всеволод Феррони в своём анализе НРД в сборнике ИАЦ «Сова» «Пределы светскости. Общественная дискуссия о принципе светскости государства и о путях реализации свободы совести» отмечают, что существующая неопределённость в словосочетании «тоталитарная секта» может привести к его применению к любым религиозным движениям, а особенно к не являющимся традиционными. Авторы считают, что деятельность Римско-католической церкви «„нетрадиционной“ для восточнославянских средневековых государств, в современной России может трактоваться как проявление одного из НРД, а, соответственно, сама католическая церковь — как „тоталитарная секта“».
В 2004 году президент Независимой психиатрической ассоциации России Юрий Савенко утверждал, что ставший распространённым термин «тоталитарные секты» сам является «плодом тоталитарного сознания», которое, по мнению Савенко, подразумевает, что интерес к другой вере появляется по причине «тайной злодейской технологии», а не естественным образом.
В 2005 году религиовед Е. А. Аринин отмечал, что поддерживает позицию Кантерова по вопросу использования понятия «тоталитарная секта» как «социального оружия в руках заинтересованных людей». Также Аринин отмечал, что Дворкин относит к тоталитарным сектам любые новые религиозные движения без каких-либо исключений:81.
В 2006 году религиовед Балагушкин Е. Г. назвал термин «тоталитарные секты» совершенно ненаучным:140. Тогда же он писал, что данный термин был введён в оборот «церковными кругами» и служит «миссионерскому обличению иноверных», поскольку различные по своему характеру религиозные организации уравниваются с тоталитарными режимами, что в свою очередь не помогает понять нетрадиционные религии и полностью «стирает их отличие от традиционных религиозных объединений (например, церковного и монастырско-монашеского типа)». По мнению Балагушкина противоречивость и несостоятельность такого обозначения заключается в том, что все виды религиозных институтов, а также все доктринальные и догматические вероучения имеют в себе черты тоталитарности, поэтому избирательное использование несёт в себе негативную коннотацию. Отсюда он делает вывод, что существующие противоречия между представителями православия и протестантизма приводят как к взаимным упрёкам в «тоталитаризме», так и переносом критики на приверженцев нетрадиционных религий..
В 2006 году в совместной статье с В. К. Шохиным Балагушкин писал, что термин «тоталитарные секты» используется в миссионерских целях для обличения представителей другой веры, что выражается в сближении этого словосочетания с тоталитарными политическими режимами, что, в свою очередь, не способствует хорошему пониманию нетрадиционных религий и их приверженцев. Отсюда авторами сделан вывод, что данный термин имеет оценочное значение и является «негативной меткой», которой обозначают «конфессиональных противников традиционных религиозных организаций».
В 2006 году религиовед, профессор кафедры социологии и управления социальными процессами АТиСО Е. С. Элбакян в своём экспертном заключении о деятельности организации «Новый Акрополь», опубликованном в интернет-издании Портал-Credo.Ru, написала, что понятия «деструктивный культ» или «деструктивная секта» абсолютно неприменимы к организации «Новый Акрополь», поскольку считает, что термин «тоталитарные секты и культы» в научном религиоведении характеризуется как антинаучный и необъективный, поэтому в научном религиоведении он не применяется.
В 2007 году религиовед Е. Г. Романова высказала мнение, что авторитаризм, абсолютизм и тотальность, ни в совокупности, ни порознь не определяют тоталитарного характера религиозного феномена, а для характеристики негативного содержания любого явления достаточно определений: «общественной опасности», «деструктивного», «экстремистского» характера деятельности.
В 2007 году С. А. Попов, член Комитета Госдумы РФ по конституционному законодательству и государственному строительству, по поводу произошедшего при участии организации Богородичный центр инцидента в Липецке отметил, что понятие тоталитарных, или деструктивных сект «до сих пор не имеет корректного юридического определения, остаётся термином журналистского лексикона». Отсюда Попов делает вывод что для принятия необходимых правоохранительных мер против подобных организаций «нужно предъявить чётко выявленные и документированные факты нарушения устава, факты принуждения, психологического насилия над свободой совести». В противном случае он полагает, что если таковые «не установлены и не предъявлены, то действует не закон, а идеологическое предпочтение, то есть беззаконие».
В 2009 году кандидат юридических наук, доцент Р. Н. Муру и аспирант А. А. Со отметили, что в настоящее время вследствие «религиоведческой безграмотности» тоталитарными сектами обычно называют «все те религиозные объединения, которые представляют интересы религиозного меньшинства» и имеют отличающуюся от традиционных религий структуру. Они считают, что действующее законодательство России обладает достаточным набором средств для воздействия на объединения связанные с «нарушением прав и свобод человека, посягательством на безопасность личности, общества и государства». Они также отмечают, что использование «объединениями агрессивных методов воздействия на личность (гипноз, кодирование, употребление медикаментов и прочее), принуждение к разрушению семьи, нарушение общественной безопасности и иные незаконные действия влекут за собой ответственность, предусмотренную законодательством о свободе совести и противодействии экстремистской деятельности».
В 2009 году социолог религии, профессор Р. А. Лопаткин заявил федеральному еженедельнику «Российские Вести», что характеризует понятие «тоталитарная секта» не только как ненаучное, но и оценивает его в качестве «угрозы религиозному и общественному миру в России».
В 2009 году на Портал-Credo.ru религиовед А. В. Муравьёв и журналист М. Н. Ситников писали, что вместо имеющих в некоторых случаях отрицательный оттенок понятий «секта» и «культ» для обозначения «новых религиозных объединений», отличающихся по вероисповеданию от «традиционных религий», было предложено понятие «новое религиозное движение» (НРД), популярность которому обеспечили труды английского социолога Айлин Баркер.
В 2011 году доктор социологических наук, профессор С. И. Самыгин отметил, что в настоящее время вследствие неведения многие считают термин «тоталитарная секта» научным или близким к научному, но в действительности он находится полностью вне научной сферы и не должен там появляться. Самыгин утверждает, что в обычной речи данный термин является крепким ругательством, также отмечая, что его активно используют антикультовые группы.
В 2011 году социолог М. Ю. Смирнов отметил, что понятие «тоталитарные» в контексте новых религиозных движений связано с идеологическим пафосом и находится вне области науки и объективных аргументов:171.
В 2011 году социолог религии, кандидат философских наук Р. А. Быков отметил, что российские антикультовые организации, большинство членов которых имеет отношение к РПЦ, определяют «тоталитарными» любые новые религиозные движения, проникающие в страну:175.
В 2012 году религиовед С. И. Иваненко в брошюре «Обыкновенный антикультизм» высказал мнение, что понятие «тоталитарные секты» является полностью ненаучным и выдуманным антикультовым движением, также указывая, что новые религиозные движения имеют качества, отличающиеся от качеств условных «тоталитарных сект».
В 2012 году сотрудник кафедры славистики Кембриджского университета Джули Федор в книге «Традиции чекистов от Ленина до Путина. Культ государственной безопасности» отмечала, что понятие «тоталитарная секта» не имеет достаточно ясного определения, а критики А. Дворкина считают толкования этого термина «туманными» и «бессмысленными». Оценивая использование термина, Федор высказала мнение, что «большинство серьёзных религиоведов этот термин отвергают» (в том числе имея в виду Б. Фаликова и И. Кантерова, а также активиста рериховского движения А. Владимирова)). при этом отметив, что понятие «тоталитарная секта» получило некоторое официальное признание со стороны российских властей.
В 2013 году председатель правления некоммерческого партнёрства Гильдии экспертов по религии и праву, заместитель директора Института религии и права главный редактор журнала «Юридическое религиоведение», юрист некоммерческого партнёрства Славянского правового центра И. В. Загребина отметила предвзятость и необъективность понятия «тоталитарная секта» при использовании его в религиоведческой экспертизе, также отметив оскорбительность в России и юридическую неопределённость включённого в термин понятия «секта».
В 2013 году уполномоченный по правам человека в РФ Владимир Лукин написал в докладе о своей деятельности за прошлый год, что «обличительные определения, такие как „деструктивный“, „тоталитарная секта“ не имеют никакого правового содержания, не предусмотрены законом, а значит, недопустимы в публичных выступлениях должностных лиц и в официальных публикациях государственных органов».
В 2014 году доктор философских наук, профессор Н. Н. Карпицкий и соискатель кафедры истории древнего мира, средних веков и методологии истории ТГУ, член Томского общества сознания Кришны К. Н. Филькин со ссылкой на кандидата исторических наук, доцента кафедры истории Древнего мира, средних веков и методологии истории ТГУ отмечали, что образ «тоталитарной секты» начал применяться в России представителями антикультового движения, которых поддерживала власть, для создания «негативного отношения к неправославным конфессиям»:180.
В 2014 году кандидат исторических наук В. Б. Яшин указывал, что значительная часть современных научных публикаций на тему НРД является «информационным шумом», состоящим из «публикаций-клонов, в которых отсутствует какая бы то ни было научная новизна, но бесконечно повторяются (зачастую дословно) одни и те же клишированные формулы по поводу „тоталитарных сект“, „деструктивных культов“, „зомбирования“ и тому подобные штампы, уместные в пропагандистских текстах, но не в академических изданиях»:152.
В 2018 году в интервью интернет-изданию Meduza антрополог, филолог и фольклорист А. А. Панченко высказав мнение, что понятия «деструктивная секта» и «тоталитарная секта» не являются научными

## Ликвидация или запрет деятельности религиозных организаций в постсоветской России
В 1996 году в России возбуждено 11 уголовных дел по статье 239 УК РФ «Организация объединения, посягающего на личность и права граждан», в 1997 и 1998 годах — 2 и 5 дел соответственно.
С 2002 года правовое положение религиозных организаций регулируется Федеральным законом «О свободе совести и о религиозных объединениях» № 125-ФЗ. Согласно статье 14 этого Закона, религиозная организация может быть ликвидирована и её деятельность запрещена в судебном порядке. Основанием для этого является, в частности, экстремистская деятельность (экстремизм) религиозной организации в определении статьи 1 Федерального закона «О противодействии экстремистской деятельности» от 25.07.2002 года № 114-ФЗ.
По сведениям Министерства юстиции России, в течение 2003 года за грубое нарушение норм Конституции Российской Федерации и федерального законодательства была ликвидирована 31 местная религиозная организация. Неоднократные нарушения конституционных норм и законодательства были выявлены у 1 централизованной и 8 местных религиозных организаций, которые также были ликвидированы. Кроме того, за систематическое осуществление деятельности, противоречащей уставным целям, решениями судов были ликвидированы 1 централизованная и 12 местных религиозных организаций. Всего за 2003 год решениями судебных органов было ликвидировано 225 религиозных организаций, в том числе относящихся к РПЦ — 71, исламу — 42, евангелизму — 14, баптизму — 13, пятидесятничеству — 12, буддизму — 11.
Председатель Совета Федерации Федерального собрания РФ Сергей Миронов в 2006 году заявил, что деятельность тоталитарных сект будет рассматривать Объединённая комиссия по национальной политике и взаимоотношениям государства и религиозных объединений при Совете Федерации.
В 2007 году заслуженный деятель науки и техники Украины, доктор экономических наук, профессор, главный научный сотрудник Института мировой экономики и международных отношений Национальной академии наук Украины Будкин В. С. отмечал, что часть новейших вероисповеданий «всё же признана тоталитарными сектами и не имеет легального статуса».
К настоящему времени на основании Федерального закона «О противодействии экстремистской деятельности» вступили в законную силу решения судов о ликвидации или запрете деятельности 9 религиозных организаций. В частности, такие решения приняты в 2004 году по отношению к 3 религиозным организациям — неоязыческой Древнерусской инглиистической церкви православных староверов-инглингов, в 2009 году — по отношению к 1 местной религиозной организации свидетелей Иеговы «Таганрог» (по состоянию на 1 января 2008 года в России зарегистрировано 398 местных организаций свидетелей Иеговы), в 2010 году — по отношению к секте «Орден дьявола» сатанинской направленности.
19 октября 2015 года, Верховный Суд признал террористической организацией и ликвидировал Общероссийское общественное движение содействия духовному развитию населения «За Государственность и Духовное возрождение Святой Руси»
20 сентября 2016 года Верховный Суд РФ удовлетворил заявление Генерального прокурора Российской Федерации. Международное религиозное объединение «Аум Синрикё» признано террористической организацией, его деятельность на территории Российской Федерации запрещена.
21 марта 2017 года, Верховный Суд Российской Федерации вынес решение по апелляционной жалобе православной религиозной группы "В честь иконы Божией Матери «Державная» на решение Тульского областного суда от 25 июля 2016 года, которым удовлетворён административный иск заместителя прокурора Тульской области о признании экстремистской и запрете деятельности православной религиозной группы «В честь иконы Божией Матери „Державная“». Решением ВС РФ, решение Тульского областного суда оставлено в силе.
20 апреля 2017 года Верховный Суд Российской Федерации вынес решение по иску Минюста о признании Религиозной организации «Управленческий центр Свидетелей Иеговы в России» экстремистской, запрете деятельности, о ликвидации Религиозной организации «Управленческий центр Свидетелей Иеговы в России». Дело №АКПИ17-238. по состоянию на февраль 2018 года, Свидетели Иеговы подали 67 апелляций в Верховный Суд.
Перечень религиозных организаций, в отношении которых судом принято вступившее в законную силу решение о ликвидации или запрете деятельности по основаниям, предусмотренным законодательством Российской Федерации, а также перечень религиозных организаций, деятельность которых приостановлена в связи с осуществлением ими экстремистской деятельности, — ведёт и публикует Министерство юстиции Российской Федерации.
На начало 2010 года в России зарегистрировано 23 494 религиозные организации, на 1 января 2012 года — 24624.

## Список тоталитарных сект
9–11 ноября 2004 года в Новосибирске была проведена Международная конференция «Тоталитарные секты и демократическое государство». На конференции  участники, граждане  России, Казахстана и Украины, представители 22 епархий МП, в количестве 603 человек, единогласно определили список деструктивных тоталитарных сект: 
«Абсолют Истины Энергожизни», центр
«Аватар», курсы
«Авестийская школа астрологии» Павла Глобы
«Агапе», миссия
«Адвентисты седьмого дня – реформисты»
«Академия информационных технологий»
«Академия энергоинформационных наук»
«Академия Человека “Ланид“»
«Академия фронтальных проблем им. Золотова»
Акбашева Толгата последователи
«Международная педагогическая лига» *
«Педагогика эволюции жизни»
«Колыбель Сибири»
«Аналитическая группа “Северный ветер“» Антона Платова и Дмитрия Гаврилова
«Ананда», духовное братство
«Крийа Йога»
«Ананда марга»
«Ананда марга Парачарк Сангха»
«Всемирная команда помощи Ананда марги» (AMURT)
Анастасии культ:
«Фонд “Анастасия“»
«Движение “Звенящие кедры России“»
«Андреевы братья»
Антоненко Надежды центр
«Центр “Надежда“»
Антонова школа
«Аркаим»
Асауляк Ольги культ
«Школа духовного подвижничества»
«Ассоциация свободного дыхания »
«АССЭ»
«Астральное карате»
«Ашрам Шамбалы»
«Академия “Путь к счастью“»
«Академия оккультных наук»
«Алтайский ашрам Шамбалы»
«Беловодье», центр
«Злато младо»
«Олирна», общество
«Путь в Беловодье»
«Российская тантрическая школа»
«Сибирская ассоциация йогов»
«Сотиданандана-йога», центр
«Толтекклуб ? НЕЧТО»
«Школа “Авиценна“»
«Школа Духовного Целительства Академии Гуру Сотидананданы»
«Эзотерические основы бизнеса», семинар
«Эзотерический Ашрам Шамаблы»
«Аштар», центр
«Аум Синрикё»
«Алеф»
«Аят»
«Алля Аят»
Фархата аты культ
Бабаджи культ
«Церковь Хайдаканди Самадж»
Бажовцев движение
Березикова Евгения последователи
«Великое Белое братство» Микаэля Айванхова
«Великое Белое братство» («ЮСМАЛОС»)
«Белое братство»
«Белый Лотос» Владимира Скубаева
Блаво Рушеля культ
«Академия традиционной медицины Р. Блаво»
«Богородичный центр», секта Иоанна Береславского
«Православная Церковь Божьей Матери “Державная“»
«Вселенская Параклитская Богородичная Церковь»
«Православный центр обновления св. Симеона Нового Богослова»
«Российская вселенская Марианская церковь»
«Русская Катакомбная Церковь»
«Церковь Божией Матери преображающаяся»
«Церковь Непорочной Девы»
«Церковь Третьего Завета»
«Фонд “Мария XXI век“»
«Фонд новой Святой Руси»
«Центр русской духовности»
«Братство Грааля» Абд-ру-шина
«Братство Майтрейи»
«Братство фиолетового пламени»
«Братство хранителей пламени»
«Всемирная и торжествующая Церковь» («Church Universal and Triumphant»)
« Маяк на вершине » («Summit Lighthouse»)
«Философский клуб “Лотос“»
«Рубиновое сердце»
«Брахма Кумарис»
«Брахма Кумарис Всемирный духовный университет»
Бронникова В. М. школа
Брюле Дэна последователи
Васильевой Ирины последователи
«Викка»
«Вишвахинду паришад»
«Вольга» община
«Вселенская Небесная Церковь Солнца»
«Международный христианский благотворительный детский фонд “Солнце“»
«Центр детства “Солнце“»
«Всемирная церковь Бога»
«Рэйки-центр “Кадуцей“»
«Всероссийский Центр Рэйки “Кадуцей“»
«Независимый Межгалактический Совет Иерархии Света»
Вьет Во Дао
«Тхиен Дыонг»
«Гербалайф»
«Глобальная Церковь Бога»
Грабового Григория Петровича культ
«Гухъясамадж»
«Дакпо Шампа Кагью»
«Движение Белых Экологов» В. М. Иванова
«Движение веры» («Теология процветания»), секты (неопятидесятников), в том числе входящие в «Российский объединенный союз христиан веры евангельской» (РОСХВЕ), «Российский союз христиан веры евангельской пятидесятников» (РСХВЕП) и независимые организации
«Ассамблея мира»
«Благодать» ( The Grace)
«Дерево Жизни»
«Дом горшечника»
«Жатва мира» («Ассоциация христиан веры евангельской “Глобальная стратегия“»)
«Живая вера»
«Живая Церковь Бога»
«Живое Слово»
«Источник Жизни»
«Любовь Христа»
«Международная церковь четырехугольного (четырехстороннего) Евангелия»
«Мессианские евреи» и ряд групп движения «Евреи за Иисуса»
«Новая Жизнь»
«Новое поколение»
«Посольство Божие»
«Роса»
«Русская христианская церковь»
«Свет Пробуждения»
«Скала Спасения»
«Скиния Бранхема»
«Слово Жизни»
«Слово Истины»
«Церковь Бога Живого»
«Церковь Бога»
«Церковь Голгофы»
«Церковь Завета»
«Церковь Иисуса Христа»
«Церковь Любви Христа»
«Церковь на камне»
«Церковь “Новое поколение“»
«Церковь Победы»
«Церкви полного Евангелия»
«Церковь прославления»
«Церковь Христа Воскресшего»
«Часовня на Голгофе»
«N-ский христианский центр» и другие
«Движение за возрождение десяти заповедей Бога»
«Дети Божии»
«Семья детей Бога»
Довганя Владимира служба
«Долина солнца» Асмиты
«Дом “Исход“»
«Центр EXODUS»
«Доркас Эйд»
«Древнерусская Инглистическая церковь Православных староверов-
инглингов»
«Друзья Смита»
«Духовная Школа Золотого Розенкрейца»
«Духовный центр “Родник“» С. Н. Белова
«Духовный центр “София“» Софии Ивановны Святодух
«Дхарма Кальки»
«Путь Кальки»
«Миссия Бхагават Дхармы»
«Фонд для Пробуждения Мира»
«ДЭИР» («Школа дальнейшего Энергоинформационного развития человека»)
Еговисты (ильинцы)
«Десное братство»
«Сионская весть»
«Единение» Сергея Бугаева
«Институт ведических знаний»
«Институт знания о тождественности»
«Институт герметической философии» Дарио Саласа
«Институт интегративной семейной терапии»
«Институт Космологов»
«Институт планетарного синтеза»
«Институт позитивного поведения»
«Институт Эниологии»
«Искусство жизни» Шри Шри Рави Шанкара
«Восточный дом»
«Йога Гуру Ар Сантэма », школа
«К богодержавию», движение (секта отставного генерала К. Петрова)
«Единение», партия
«Мертвая вода»
«Калужская славянская община»
Кан-бабая культ
Кандыбы Виктора культ
«Сознание Кандыбы»
Карелина Валентина школа
«Карма Кагью» (Оле Нидала группа)
Кастанеды Карлоса культ
«Катакомбная церквовь Истинно Православных христиан (старого и нового обрядов)»
«Кворум»
«Клуб интегральной йоги»
«Коляда Вятичей»
Коновалова Сергея последователи
«Космические коммунисты»
«Партия Единения “Всеволод“»
«Космологи» (секта супругов Мушичей-Громыко)
«Межрегиональный Экспериментальный Центр Космологического Развития “Умрай-Испедеж“»
«Школа Космологии “Ассофия“»
«Школа Космологов-референтов»
«Храм Майтрейи “Сознание Аматы“»
«Амата Сириус»
«Школа Сознания Майтрейи Аматы Сириус»
см. выше
«Кришнамурти», центр
«Крымский институт ноосферы»
«Культ Урра»
«Кундала», центр Якова Маршака
«Кундалини-йога»
«Организация здоровья, счастья и святости» («Heatlhy – Happy – Holy Organisation») [«ЗHO»]
Лайтмана Михаэля школа
«Ландмарк международное образование – Форум» [бывш. ЭСТ (EST)]
«Международное образование Ландмарк – Форум»
Лапина Андрея и его учеников (П. Острикова и др.) семинары
«Лайфспринг» ( Lifespring ), тренинги
«Весна жизни»
«Живой источник»
«Живой родник»
«Открытый Форум»
«Первая тренинговая компания “Шаг в будущее“»
Левшиновых Александра и Андрея последователи
«Матынги-Христа» культ
«Международная академия информатизации»
«Международная ассоциация “Объединенная Церковь Бога“»
«Международная миссия “Еммануил“»
«Международная научная школа Универсологии»
«Международная церковь Бога»
«Международная церковь Христа»
«Международное общество сознания Кришны» (МОСК) [International Society for Krishna Consciousness ( ISKCON)]
«Международный Центр Высшего Космического Разума »
«Международный эзотерический центр “Vita“»
«Мерлин», клуб
«Метод Сильвы» по контролированию сознания [«Silva Method Mind Control»]
«Миролюб», сообщество
«Миротворцы »
«Миссия Чайтаньи “Институт знания о тождественности“»
«Миссия “Эммануил“»
«Мистерия изобилия», центр
Могилевской Ангелины секта
Мормоны («Церковь Иисуса Христа святых последних дней»)
«Московская Славянская Языческая община» В. Шошникова
«Небесная обитель»
«Ничирен Шошу»
«Орден Лотосовой сутры»
«Новоапостольская церковь»
«Новый Акрополь»
Норбекова Мирзакарима школа
«Общественно-политическое языческое движение “Солнцеворот“»
«Общество божественной жизни» Свами Шивананды
«Общество Друидов»
«Общество Духовного просвещения»
«Общество духовной культуры Шри Ауробиндо и Мирры Ришар»
«Общество ревнителей истинного благочестия рассудительной мудрой благородной веры Божией» (секта Петра)
«Община возрожденного Храма Солнца Священного Духа Зороастра»
«Община Чернобога» А. Петрова
«Объединение общин “Велесов круг“»
«Опричное братство благоверного царя Иоанна Грозного» Константина Сабурова
«Опричное братство» Николая Козлова (Андрея Щедрина)
«Орден шайва-сиддханта-йоги»
Острикова Петра семинары
«ОТО» («Ordo Templi Orientis») [«Орден Восточного Храма»]
Ошо (Раджниша) культ
Бхагвана Шри Раджниша культ
«Восточный дом», центр
«Международная академия медитации» Пола Лоу
«Международная коммуна Ошо»
Пановой Любови последователи
«Партия духовного ведического социализма» Инги Мочаловой и Владимира Данилова
«Партия духовного возрождения России»
«Позитивное мышление» Луизы Хей
«П.О.Р.Т.О.С.» («Поэтизированное объединение разработки теории
общественного счастья»)
Порфирия Иванова культ
«Оптималист», клуб
«Программа Расширения Сознания (ВЕР)»
«Просветительский центр “САННЕ “»
«Путь к Солнцу»
«Школа Светланы Михайловны Пеуновой»
«Радастея»
«Радхасоами Сатсангх» Такара Сингха
«Сант Мат – Путь Мастеров»
«Сурад Шабд Йога»
«Раэлиты»
«Рекаунт НЛП-Центр»
«Религиозная наука»
«Религия Богемы»
«Род», община
«Родолюбие»
«Роза–Крин», фонд
«Российская церковь сатаны»
«Россичи» Юрия Усова
«РУВира»
«РУНВира»
«Русское Национальное Единство» (РНЕ) Александра Баркашова
«Русско-корейское общество песнопения»
«Сайентологическая церковь» («Церковь сайентологии») и другие организации хаббардистов (центры дианетики, «Нарконон», «Криминон», «Гуманитарный центр Хаббарда», «Хаббард-колледж», «Международный центр детоксикации» и проч.)
«Сатори»
Сатьи Саи Бабы культ
«Сахаджа-йога»
«Светославие», община Н. В. Потылицыной
«Светославие» Светояра
«Свидетели Иеговы»
«Общество Сторожевой башни»
«Святая Русь» Л. А. Белоусовой
«Святогор»
«Семья» (бывш. «Дети Бога»)
«Семья любви»
«Союз независимых христианских общин “Семья“»
«Христианская миссия “Семья“»
«Сен-Жермен», фонд
«Сибирский Центр Астральной философии и русского ведического учения»
«Школа Философии Духа “Исса“» Александра Скосарева
«Симорон»
«Синтон» Н. Козлова
«Система Нравственного воспитания» Л. И. Рувинского
«Сока Гаккай»
«Солнечный путь», центр
«Международная Школа духовного развития “Солнечный Путь“»
«Межрегиональная общественная организация развития среднего класса “Солнечный Путь“»
семейные клубы Михаила Щелконогова
«Солнцеворот», община Б. Э. Полякова
«Союз венедов»
«Союз славянских общин»
Столбуна В. Д. терапевтический культ
«Страна Анура» Кузьмы и Натальи Серебрянниковых
«Театр Духа “Святое Кольцо“»
«Центр Обогащения Жизни»
Сума Чинг Хай последователи
«Тетрада»
«Трансформация» и другие семинары Михаила Ляховицкого
«Трансцендентальная медитация» («ТМ»)
«Аюрведический Фонд Махариши»
«Ведические центры Махариши»
«Колледж естественного закона МУМ»
«Международное студенческое общество медитации»
«Международный университет Махариши» («МУМ»)
«Наука творческого интеллекта» («НТИ»)
«Партия естественного закона Махариши»
«Университет Менеджмента Махариши»
«Троянова тропа»
«Уральское Отделение Училища Русской Народной Культуры»
У Дон Су секта
«Универсальная Жизнь»
«Университетское библейское содружество» (UBF)
«Уральский центр народной дипломатии»
«Уральский центр йоги »
«Фалуньгун»
«Фиат Люкс»
«Фиолетовые» Билли Ридлера
«Всемирные центры взаимоотношений»
«Фонд человеческого Понимания»
«Радиогипнотиста» Роя Мастерса
«Хан Тигр»
«Владыка неба»
«Хайдаканди самадж», последователи Бабаджи
«Хара-Хорс»
«Хоа Хао» Ле Куанг Лиема
«Хо-но-хана Санпогьо» Хогена Фукунаги
«Храм Мира»
«Храм Света»
«Христианская наука»
«Христианская школа единства» Р. Бранч
«Хун Юань Гун» М. И. Исакова
«Центр йоги “Крылья совершенства“»
«Центр индийской культуры “Ратна“»
«Центр посвящения западного единорога Викка»
«Центр психофизического совершенствования “Единение“»
«Центр теории и практики супраментальной йоги»
«Центр “Мистерия изобилия“»
«Центр космоэнергетики “Путь к солнцу“»
«Центр Шри Ауробиндо и Матери»
«Цептер»
«Церковь Адамитов» Льва Машинского
«Церковь Бога»
«Церковь Всех Миров» Тима Целла
«Церковь Нави»
«Церковь белой расы»
«Церковь Объединения» Сан Мён Муна
«Движение объединения» «Тонг иль до»
«Международная федерация семей за мир во всем мире»
«Ассоциация Святого Духа за объединение Мирового Христианства»
«Вузовская ассоциация изучения Принципа» (ВАИП) [CARP]
«Альянс чистой любви»
«Конференция профессоров за мир во всем мире»
«Конференция политических деятелей за мир во всем мире»
«Международная ассоциация женщин за мир во всем мире»
«Международный культурный фонд»
«МИГ» («Молодежная инициативная группа»)
«Объединение семей за мир во всем мире»
«Союз чистой любви»
«Федерация женщин за мир во всем мире»
«Федерация семей» и другие
«Церковь откровения» Лазаря Каширского
«Церковь Апокалипсиса»
«Истинно-Православная церковь»
«Межрегиональное духовное управление Истинно Православной Церкви»
«Церковь последнего завета», секта Виссариона
«Церковь свободной евангелизации» Августина Сонга
«Церковь Счастья человеческого»
«Церковь» Уитнесса Ли
«Живой поток»
«Местная Церковь»
«Место собрания христиан»
«Поместная церковь Уитнесса Ли»
«Свидетели Ли»
«Церковь дома собраний»
«Церковь зала собраний»
«Церковь свидетеля Ли»
«Церковь Христа» (так называемое Бостонское движение)
«Черный ангел»
Чинг Хай Сумы культ
Чинмайананды Свами миссия
«Школа Арканов»
«Школа духовного развития “КАТАРСИС“»
«Школа духовного развития “Млечный путь“» Тоненковой Маргариты
«Школа единого учения»
«Зор Алеф»
«Школа Интегральной йоги»
«Школа космической философии» Марины Шумовой
«Школа Лхасы» А. Червоненко
«Тай Панг»
«Храм Шеол»
«Школа мира» Владимира Жикаренцева
«Школа Разумного пути» А. Свияш
«Центр позитивной психологии»
«Школа рациональной йоги»
«Школа сексуальной магии»
«Школа универсальной энергии»
«Школа экспериментальной парапсихологии и нетрадиционной медицины “Татьяна“»
Шри Рам Чандра миссия
«Шри Чайтанья Сарасват Матх»
Шри Чинмоя культ
Щетинина школа
«ХАН ТИГР»
«Холодинамики», общество В. Вульфа
«Экканкар»
«Экология поведения человека» С. Я. Устюжанина
«Элан Витал» (бывш. «Миссия божественного света» Махараджи Джи)
«ЭНИО», клуб
«ЭПАМ-технологии»
«Юнивер»
«Amway» (« Амвей »)
AWD
Coral Club
DVAG
First Church of Satan
HMI
Insight («Озарение») и M . S . I . A .
IPSUM
NSA
Order of Deork Fyre
Order of Nine Angles
Ordo templi Luciferi
OVB
«Pana Wave Laboratory»
Princess of Darkness
Santus of Satan
VISION
« Zegg »
Отдельно были  выделены  в особую и наиболее опасную группу деструктивных сект экстремистские организации исламистов:
«Аль-Каида» ,
«Братья-мусульмане» ,
«Джамаат аль-исламия» ,
«Исламская партия Туркистана» (в том числе «Хизб-ут-Тахрир» )
Кроме того, участники  свидетельствовали об антихристианском и разрушительном характере и других многообразных культов, возникших на основе движения «Новой эры» ( «Нью эйдж» ), теософии, антропософии, учения Елены и Николая Рерихов ( «Восточно-рериховское общество “Урусвати“» , последователи Зиновьи Душковой , «Сибирское Рериховское общество» , «Уральское отделение международной ассоциации “Мир через Культуру“» , «Народное Движение “Выбери свое будущее“» и другие), «Розы Мира» Даниила Андреева, учения Карлоса Кастанеды, астрологических и уфологических культов, неоязыческих и нативистских культов, колдовства (в том числе прикрывающегося православными символикой и риторикой, например, культа Ванги ), ведьмовства, неошаманизма, люциферианства и сатанизма.

## Уточнения
1. ↑  В то же время, говоря о таком новом религиозное движении как сайентология, Л. И. Григорьева сама упомянула «антинаучность и разрушительное действие методологии Хаббарда на организм человека и его психику», а также «многочисленные случаи нанесения тяжёлого ущерба здоровью пациентов вплоть до летальных исходов, случаи тяжёлого психического расстройства, доходящего до суицида» (Григорьева Л. И. Ветви древа иноверия Архивная копия от 25 мая 2013 на Wayback Machine // Журнал Premium, 21.11.2008).

### Энциклопедии
- Аум Синрикё : [арх. 19 октября 2022] / И. Я. Кантеров // Анкилоз — Банка. — М. : Большая российская энциклопедия, 2005. — С. 493. — (Большая российская энциклопедия : [в 35 т.] / гл. ред. Ю. С. Осипов ; 2004—2017, т. 2). — ISBN 5-85270-330-3.
- Тоталитарная секта // Большая энциклопедия: В 62 томах. — М.: Терра, 2006. — Т. 50. — С. 427, 435. — 592 с. — ISBN 5-273-00432-2.
- Секта религиозная // Российский энциклопедический словарь: В 2 кн / Гл. ред. А. М. Прохоров. — Кн. 2: Н-Я. — М.: Большая Российская энциклопедия, 2001. — 2015 с. — 250 000 экз. — ISBN 5-85270-292-7.

#### Другие источники
- Кантеров И. Я. Могут ли православные использовать термин «секта» // Семинар «Светская наука и сектоведение». — 10.02.2007.
- Кирюшин В. Ф. Мельница дьявола «Если вы хотите разбогатеть, надо основать религию». Рон Хаббард, создатель сайентологии // Литературная газета. — 15.01.2014. — № № 1—2 (6445). Архивировано 25 января 2014 года. (копия)
- Константинова Л. А. — доктор педагогических наук, профессор и заведующий кафедрой русского языка ТулГУ, Шумилова О. Е. — кандидат политических наук, доцент кафедры социологии и политологии, заместитель декана по учебной работе гуманитарного факультета ТулГУ
  - Константинова Л. А., Шумилова О. Е. Религиозные установки молодёжи как фактор становления гражданского общества (на примере тульского региона // Известия Тульского государственного университета. Гуманитарные науки. — Тула: ТулГУ, 2012. — № 1 (1). — С. 25—35.
- Корчак, А. А. Тотальные организации и терроризм: фатальная связь. — Франкфурт-на-Майне: Литературный европеец, 2008. — 99 с. — ISBN 3-936996-42-3 (рецензия на книгу Виктор Кузнецов А. А. Корчак, В. А. Корчак. Тотальные организации и терроризм: фатальная связь Угрозы вполне реальные // журнал «Знамя» 2009, № 11.
- Левин В. Ф. — кандидат юридических наук и доктор исторических наук, профессор кафедры государственного и административного права МГУ имени Н. П. Огарева
  - Лёвин В. Ф. Вопросы религиозно-правового просвещения населения Российской империи в трудах К. П. Победоносцева, Н. И. Ильминского, С. А. Рачинского // Интеграция образования. — № 3. — 2006.

### Критические источники
научные публикации
мнения религиоведов и социологов
- Аринин Е. А. Глава 6. Психологические аспекты рассмотрения религиозности человека в НРД // Психология религии: учеб. пособие для студентов специальности «Религиоведение» / Е. И. Аринин, И. Д. Нефедова. — Владимир: Ред.-издат. комплекс ВлГУ, 2005. — С. 80—90. — 108 с. — ISBN 5-89368-572-5.
- Балагушкин Е. Г. Нетрадиционные религии в современной России: системно-аналитический подход / Диссертация ... доктора философских наук:. — М.: ИФ РАН, 2006. — 350 с.
- Быков Р. А. Новые религиозные движения через призму теории культурных ментальностей П. А. Сорокина // Вестник Томского государственного университета. Философия. Социология. Политология. — 2011. — № 1 (13). — С. 171—178. — ISSN 1998-863X.
- Васильева Е. Н. «Культ» и «секта»: проблема разграничения // Религиоведение, 2007. № 3. С. 86-92.
- Григорьева Л. И. К вопросу об использовании понятия «тоталитарная секта» по отношению к новым нетрадиционным религиозным движениям. // Личность, творчество и современность. Сборник научных трудов. Отв. ред. Д. Д. Невирко. — Красноярск: Сибирский юридический институт МВД России, 1999. — Вып. 2. — С. 206—210. Копия на сайте «Humane». Дата обращения: 14 февраля 2013. Архивировано 15 февраля 2013 года.
- Кантеров И. Я. 1.7 Тоталитарные культы (секты) // Новые религиозные движения: (введение в основные концепции и термины): учебное пособие для студентов специальности «Религиоведение». — М.: Изд-во Владимирского гос. университета, 2006. — С. 52—57. — 385 с. — ISBN 5-89368-774-4.
- Кантеров И. Я. 7.1 Тоталитарные культы (секты) // Новые религиозные движения в России (религиоведческий анализ). — М.: МГУ им. М. В. Ломоносова, 2006. — С. 69—78. — 472 с.
- Кантеров И. Я. Тоталитарные секты и культы // Энциклопедия религий / Под ред. А. П. Забияко, А. Н. Красникова, Е. С. Элбакян. — М.: Академический проект, 2008. — С. 1270. — 1520 с. — ISBN 978-5-8291-1084-0 ISBN 978-5-98426-067-1.
- Карпицкий Н. Н., Филькин К. Н. Межрелигиозный диалог и трансформация понимания религиозной общности в современном сознании // Религиоведение. — Благовещенск: Амурский государственный университет, 2014. — № 1. — С. 179—190. — ISSN 2072-8662. Архивировано 20 марта 2016 года.
- Романова Е. Г. Новое религиозное объединение Ананда Марга в странах Дальнего Востока и в России: Диссертация на соискание учёной степени кандидата философских наук: 09.00.13 / Романова Елена Геннадьевна; [Место защиты: Моск. гос. университет им. М. В. Ломоносова]. — Москва, 2007. — 297 с.
- Смирнов М. Ю. Будущее новых религиозных движений в России: неопределённость перспективы // Українське релігієзнавство  / гл. ред. А. М. Колодний. — Українська асоціація релігієзнавців, Інститут філософії ім. Г. С. Сковороди відділення релігієзнавства НАН України, 2011. — № 60. — С. 170—178. — ISSN 2306-3548. Архивировано 4 апреля 2015 года.
- Филькина А. В. Этический аспект в исследованиях новых религиозных движений: сопоставление опыта отечественных и западных социологов // Вестник ТГПУ : научный журнал. — Томск: ТГПУ, 2010. — Вып. 5 (95). — С. 73—78. — ISSN 1609-624X. Архивировано 6 декабря 2018 года.
- Штерин М. С. Глава 5. Новые религиозные движения в России 1990-х годов // Старые церкви, новые верующие. Религия в массовом сознании постсоветской России / Под ред. проф. К. Каариайнен[фин.] и проф. Д. Е. Фурмана. — Летний сад, 2000. — С. 150—181. — 248 с. — ISBN 5-89740-046-6.
- Эгильский Е. Э., Матецкая А. В., Самыгин С. И. Новые религиозные движения. Современные нетрадиционные религии и эзотерические учения. — М.: КНОРУС, 2011. — 224 с. — ISBN 978-5-406-00282-7.
- Golovushkin D. A. On the issue of religious tolerance in modern Russia: national identity and religion // Journal for the Study of Religions and Ideologies. — Romania: Biblioteca Centrala Universitara/Babes-Bolyai University, 2004. — Vol. 3, № 7. — P. 101—110. — ISSN 1583-0039.

публицистика
- Иваненко, С. И. (2008), «Вайшнавская традиция в России: история и современное состояние. Учение и практика. Социальное служение, благотворительность, культурно-просветительская деятельность», М.: Философская книга, ISBN 5-902629-41-1
- И. Кантеров. «Деструктивные, тоталитарные» и далее везде// Религия и право. — 2002. — № 1. — С. 27-29.
- Р. Лункин. Театр антикультового абсурда // Портал-Credo.Ru, 29.12.2008 г.
- А. Муравьёв, М. Ситников Ph. D ДВОРКИН Александр Леонидович — профессор, «сектовед», руководитель так называемой Российской ассоциации центров изучения религии и сект//Портал-Credo.Ru, 29.08.2009 г.
- Никитин В. Н. «Тоталитарные секты»: как с ними бороться?
- Стецкевич М. Мифы о «тоталитарных сектах» и «ваххабитах» в современной России: попытка анализа
- Фаликов Б. З. Анатомия мифа Достижение цели негодными средствами ведёт к её подмене Александр Дворкин. Сектоведение. Тоталитарные секты. Опыт систематического исследования. Нижний Новгород: Изд-во Братства во имя св. князя Александра Невского, 2000. 693 с.//НГ-Религии, 11.04.2001
- Фаликов Б. З. Наш ответ Керзону//
- Фирсов С. Л. Тоталитаризм или деструкция? О политических терминах в современной религиозной жизни // Независимая газета, 23.09.2002 г.
- Штерин М. С. Критический обзор методологии А. Дворкина

Другие критические источники
научные публикации
- Загребина И. В. От невежества к мнимому экстремизму: проблемы религиоведческой экспертизы в России // Государство, религия, Церковь в России и за рубежом. — М.: Издательский дом "Дело" РАНХиГС при Президенте РФ, 2013. — № 2 (31). — С. 159—176. — ISSN 2073-7203. Архивировано 1 февраля 2014 года.
- Муру Р. Н., Со А. А. Правовое определения понятия «секта» // Власть. — М.: Редакция журнала «Власть», 2009. — № 5. — С. 85—88. — ISSN 2071-5358. Архивировано из оригинала 30 марта 2013 года.
- Ничик В. И. Тоталитарные секты — миф или реальность? // Вопросы политологии и социологии, 2012. № 2 (3). С. 102—107.
- Сосковец Л. И. Религия и церковь в постсоветское время: тенденции и противоречия // Известия Томского политехнического университета. — Томск: ТПУ, 2003. — Т. 306, № 5. — С. 129—132. — ISSN 1684-8519.
- Федор Дж. Секьюритизация русской души // Традиции чекистов от Ленина до Путина. Культ государственной безопасности = Russia and the Cult of State Security: The Chekist Tradition, From Lenin to Putin / с англ. Е. Карманова, И. Кочневой. — СПб.: Питер, 2012. — С. 198—221. — 304 с. — ISBN 978-5-459-01176-0.
- Яшин В. Б. Актуальные проблемы исследований новых религиозных движений в Российской Федерации // Актуальная теология: материалы Всероссийской молодёжной научно-практической конференции (Омск, 30 мая 2014 г.) / отв. ред. Е. В. Кузьмина. — Омск: Изд-во Ом. гос. университета, 2014. — С. 150—160. — 283 с. — ISBN 978-5-7779-1725-6. Архивировано 28 января 2015 года.

публицистика
- Бурьянов С. Российские «сектоборцы» примеряют перчатки «силовых» структур. Приведёт ли «социальное партнёрство» РПЦ МП с МВД к массовым религиозным преследованиям?//RUSSIAN SOCIETY NEWS
- Савенко Ю. С. Технологии использования психиатрии в немедицинских целях снова наготове // Независимый психиатрический журнал. — 2006. — Вып. 4.

### Организации
- CESNUR — Centro Studi sulle Nuove Religioni, сайт Центра изучения новых религий (англ. CESNUR) возглавляемый М. Интровинье  (Дата обращения: 12 октября 2010)
- INFORM — Information Network Focus on Religious Movements, сайт британской некоммерческой информационной сети изучения религиозных движений, возглавляемой Э. Баркер  (Дата обращения: 12 октября 2010)
- www.keston.org.uk — сайт Кестонского института  (Дата обращения: 13 октября 2010)

Антисектантские организации
- РАЦИРС — Российская ассоциация центров изучения религии и сект (РАЦИРС). Информационно-аналитический сайт по проблеме тоталитарных сект
- Общественное объединение «Единство»  (недоступная ссылка) (Казахстан). Информационно-аналитический сайт по проблеме тоталитарных сект  (Дата обращения: 24 октября 2010)
- Центр Апологетических Исследований
- ICSA — International Cultic Studies Association, сайт американской антикультовой организации  (Дата обращения: 12 октября 2010)
- Infosekta — сайт швейцарской антисектантской организации  (Дата обращения: 12 октября 2010)
- AGPF — Aktion für Geistige und Psychische Freiheit, сайт германской антисектантской организации  (Дата обращения: 12 октября 2010)
- MIVILUDES — Mission interministérielle de vigilance et de lutte contre les dérives sectaires, сайт французского государственного агентства мониторинга и борьбы с сектантскими отклонениями  (Дата обращения: 12 октября 2010)
- FECRIS — Fédération européenne des centres de recherche et d’information sur le sectarisme, сайт Европейской федерации центров по исследованию и информированию о сектантстве
- CIAOSN — Centre d’information et d’avis sur les organisations sectaires nuisibles, сайт Центра информации и уведомления о вредных сектантских организациях при Федеральной службе юстиции Бельгии.  (Дата обращения: 12 октября 2010)

### Другие источники
- «Секреты тоталитарных культов и деструктивных сект» библиотека ИРЦ «Пси-фактор»
- 55-й Криминалистический семинар для научных и практических работников правоохранительных органов «Тоталитарные секты и проблемы борьбы с экстремизмом»//Федеральный правовой портал Юридическая Россия
- Преступления тоталитарных сект  (недоступная ссылка)
- Незаконная деятельность сект Рекомендация ПАСЕ № 1412 (1999) (англ.)